# Hahnenfuß
Die Pflanzengattung Hahnenfuß (Ranunculus), auch Ranunkel genannt, gehört zur Familie der Hahnenfußgewächse (Ranunculaceae). Die über 600 Arten der Gattung sind fast weltweit verbreitet.

## Namensherkunft
Der deutschsprachige Trivialname Hahnenfuß bezieht sich auf die vogelfußähnlichen Laubblätter. Er ist seit dem Mittelalter als hanenvuoz meist für Ranunculazeen mit drei- bis fünfteiligen Blättern belegt.

## Beschreibung

### Vegetative Merkmale
Hahnenfuß-Arten wachsen als einjährige oder ausdauernde krautige Pflanze. Die meisten Arten gedeihen terrestrisch, einige Arten als Sumpfpflanzen und wenige Arten als flutende Wasserpflanzen. Es können je nach Art knollige Speicherwurzeln, Rhizome, Stolonen oder eine knollige Stängelbasis ausgebildet werden. Der aufrechte, aufsteigende bis niederliegende, selten flutende Stängel ist meist beblättert.
Die meist wechselständig, sowohl grundständig als auch am Stängel verteilt angeordneten Laubblätter können gestielt sein. Selten ist das oberste Blattpaar gegenständig (Ranunculus sect. Flammula). Der Blattstiel besitzt an seiner Basis eine Blattscheide. Die Blattspreite kann ungeteilt sein, meist ist sie mehr oder weniger tief geteilt. Der Blattrand ist glatt, gekerbt, gezähnt oder gesägt.

### Blütenstand und Blüten
Die Blüten stehen einzeln oder zwei bis fünfzig in end- oder seitenständigen, einfachen oder verzweigten, bis zu 25 cm großen, zymösen Blütenständen zusammen. Es können kleine bis große laubblattähnliche Hochblätter vorhanden sein.
Die zwittrigen Blüten sind radiärsymmetrisch. Der Blütenboden (Receptaculum) ist mehr oder weniger konvex. Der Blütenboden bildet manchmal, beispielsweise bei Ranunculus angustisepalus ein Androgynophor. Es sind meist fünf (drei bis sieben) freie, 1 bis 15 mm lange Kelchblätter vorhanden, die meist grün, manchmal dunkelrot bis purpurfarben, gelb oder weiß sind; sie sind meist flach und meist schneller hinfällig als die Kronblätter. Sehr selten, bei Ranunculus angustisepalus besitzen die Kelchblätter Anhängsel, oder bei Ranunculus ficaria ist die Basis sackförmig. Die meist fünf (drei bis zehn) freien Kronblätter werden oft als Nektarblätter bezeichnet, sie sind genagelt, flach, mit einer Länge von 1 bis 26 mm lineal bis kreisförmig und besitzen an ihrer Basis eine Nektardrüse, die meist von einer Schuppe bedeckt ist. Die Nektarblätter sind oft gelb und durch Öltropfen in der äußersten Oberhaut innen lackglänzend, bei manchen Arten auch weiß, dann jedoch mit einem gelben Zentrum, sehr selten sind sie rot. Es sind meist viele, selten nur fünf bis zehn fertile Staubblätter vorhanden. Die meist vielen (4 bis 250) freien Fruchtblätter sind nur selten, beispielsweise bei Ranunculus podocarpus gestielt. Jedes Fruchtblatt enthält nur eine basale Samenanlage. Meist ist auch noch auf der Frucht ein Griffel erkennbar, selten ist keiner ausgebildet. Meist ist auf dem Griffel stigmatisches Gewebe verteilt, selten ist eine erkennbare Narbe ausgebildet.

### Früchte und Samen
Es stehen viele Achänen zusammen. Die kugeligen, eiförmigen oder zylindrischen, mehr oder weniger abgeflachten Achänen besitzen eine meist glatte, manchmal warzige oder stachelige Oberfläche und oft einen geraden oder gebogenen 0 bis 4,5 mm langen Fruchtschnabel (= der haltbare Griffel), manchmal sind sie an der Naht gerandet oder kantig. Die Achänen sind meist grün, nur bei Ranunculus melanogynus sind sie schwarz. Die Samen besitzen viel Endosperm und einen kleinen Embryo.

### Vererbung
Die Chromosomengrundzahl beträgt selten x = 7, meist x = 8. Bei Ranunculus kommen unterschiedliche Ploidie-Stufen vor.
Apomixis und interspezifische Hybridisierung kommt bei vielen Gruppen vor (Beispielsweise Ranunculus polyanthemos-Gruppe, Ranunculus subg. Batrachium, Ranunculus sect. Pseudadonis).

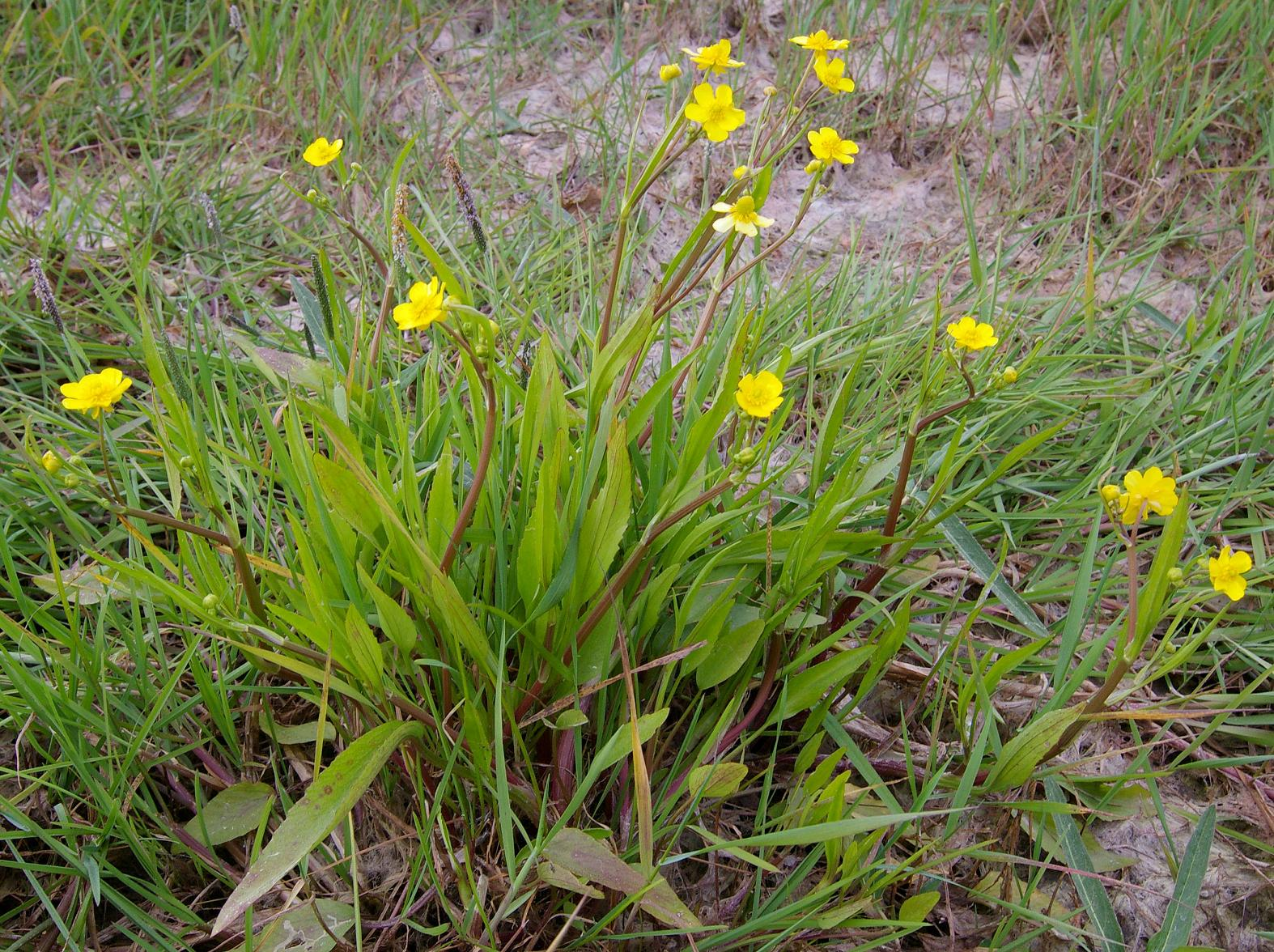
Brennender Hahnenfuß (Ranunculus flammula)

### Inhaltsstoffe und Giftigkeit
Alle Ranunculus-Arten sind giftig (Protoanemonin). Aufgrund ihres beißenden Geschmacks werden sie vom Vieh gemieden. Die Giftstoffe werden jedoch durch Trocknen abgebaut, so dass Heu, welches getrocknete Hahnenfuß-Arten enthält, unschädlich ist. Abgemähte Stängel können bei Kontakt Hautreizungen hervorrufen (Wiesendermatitis).
Medizinisch angewendet wurden Hahnenfuß-Gewächse aufgrund ihrer ätzenden Wirkung (durch Ranunculin bzw. Ranunculol und Anemonin) vor allem bei einigen Hauterkrankungen. Insbesondere Asiatischer Hahnenfuß (Ranunculus asiaticus), Scharfer Hahnenfuß, Brennender Hahnenfuß (Ranunculus flammula) und Gift-Hahnenfuß (Ranunculus sceleratus) wurden früher zur Behandlung von Feigwarzen, Hämorrhoiden und Hautgeschwüren eingesetzt. Im Mittelalter wurden einige Hahnenfußarten auch als Apium silvestre, Apium risus und „Wilder Eppich“ bezeichnet, wobei ursprünglich im Süden Ranunculus asiaticus, im Norden Ranunculus sceleratus, Ranunculus flammula und Gewöhnlicher Wasserhahnenfuß (Ranunculus aquatilis) in Betracht kommen.

## Standorte
Ranunculus-Arten gedeihen an trockenen bis feuchten Standorten und als flutende Wasserpflanzen. Sie kommen vom Tiefland bis in die hochalpine Höhenstufe vor. In den Tropen gedeihen sie allerdings nur in höheren Berglagen, fehlen jedoch im Tiefland.

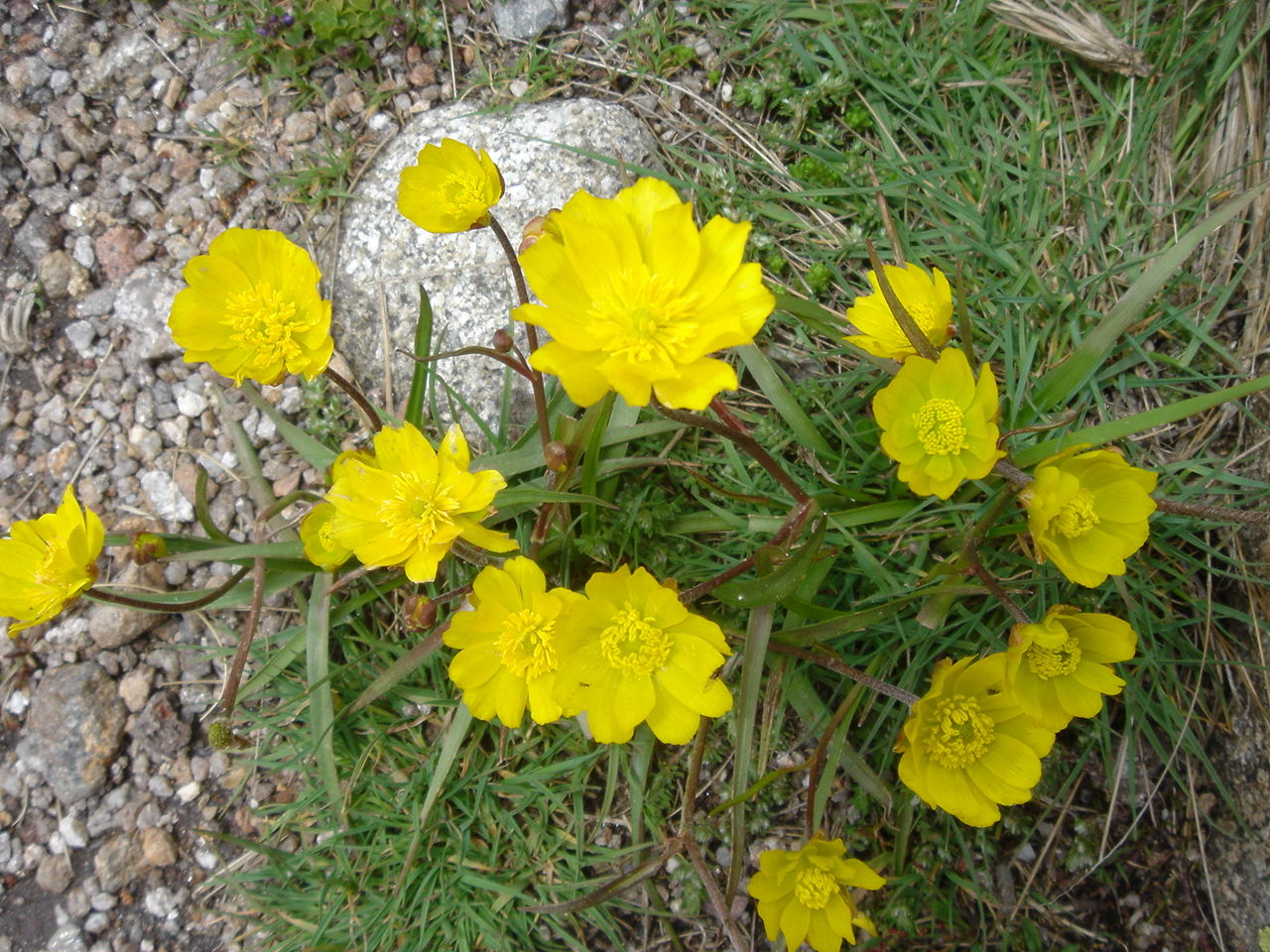
Ranunculus abnormis

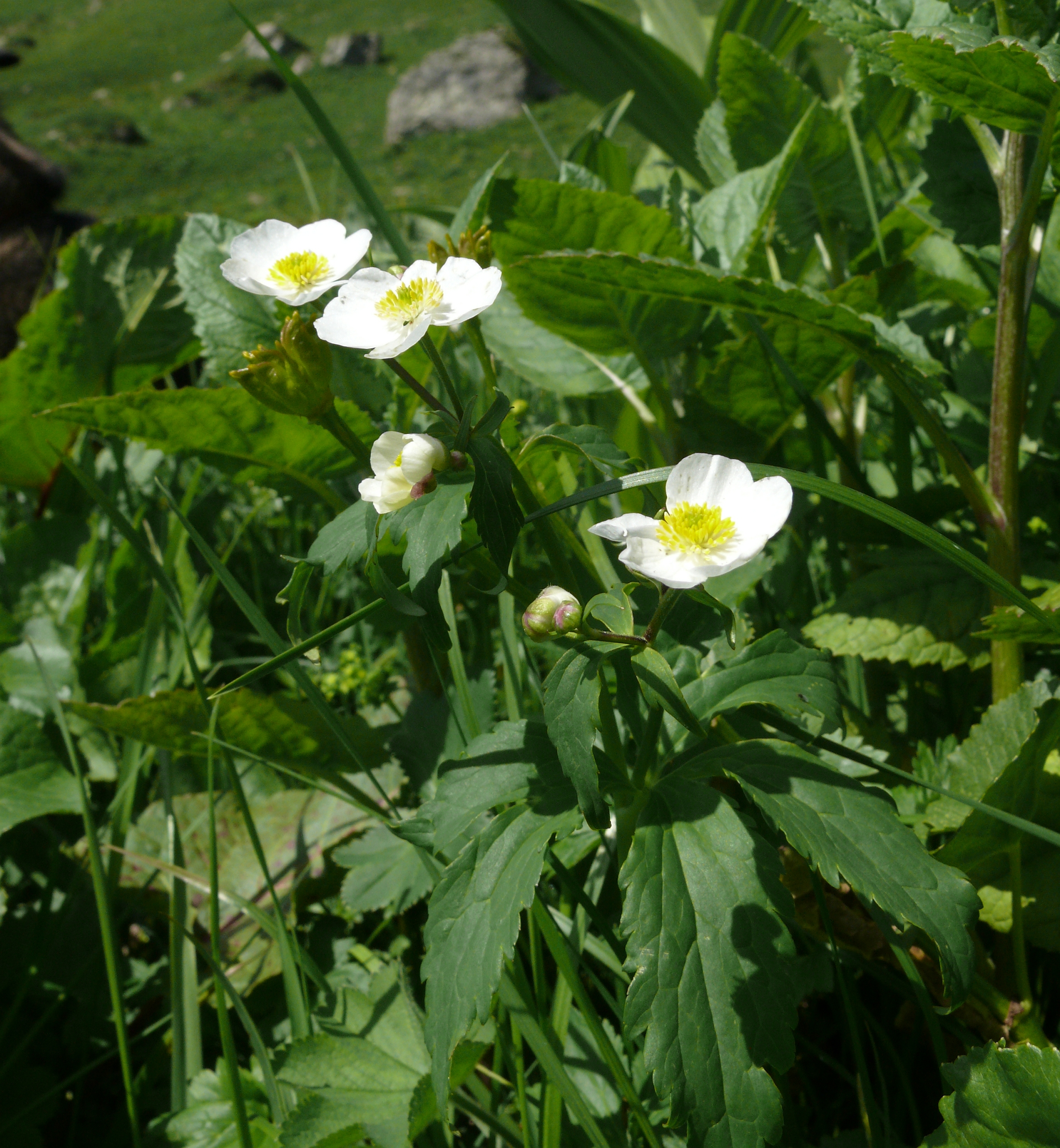
Eisenhutblättriger Hahnenfuß (Ranunculus aconitifolius)

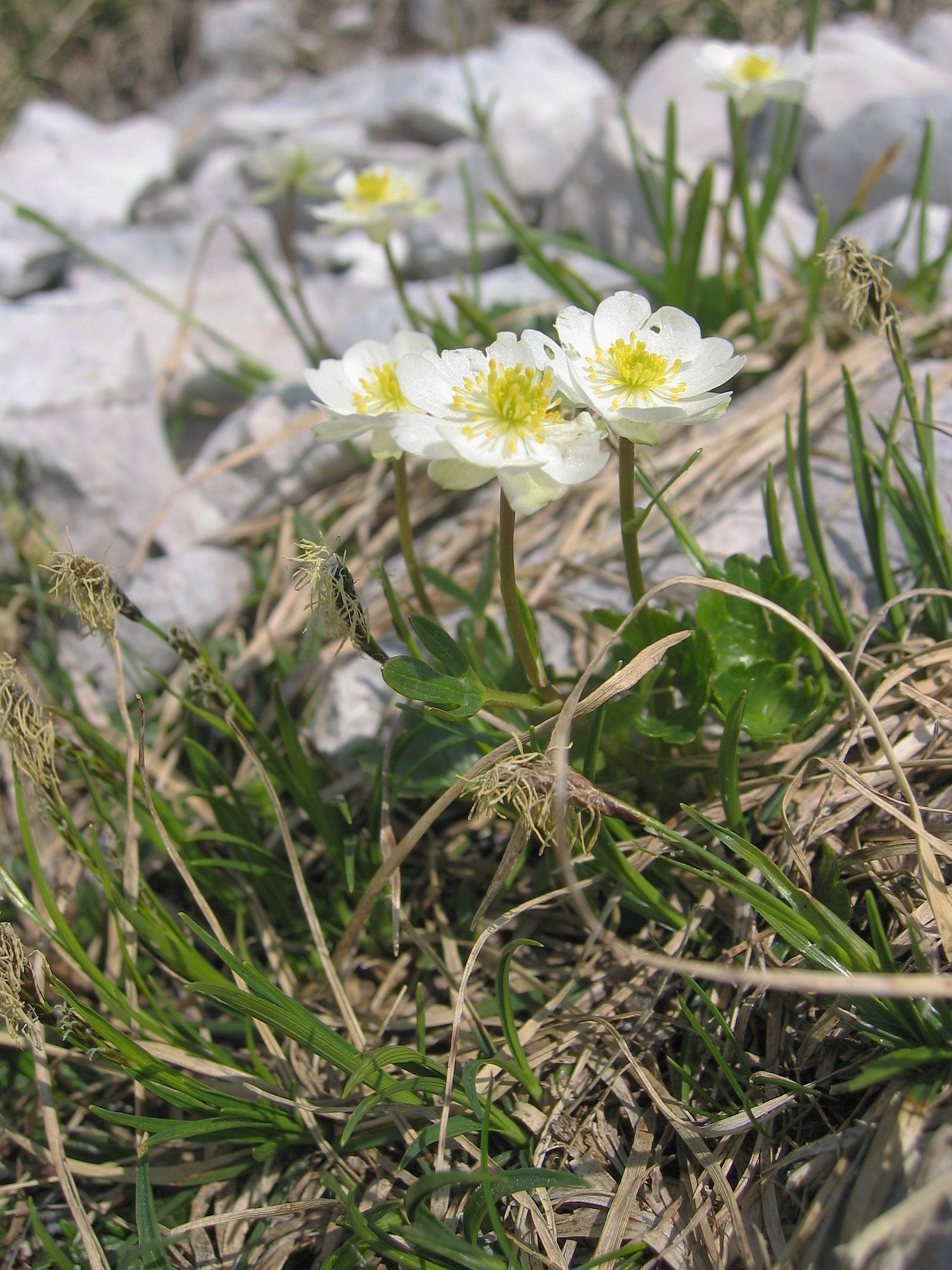
Alpen-Hahnenfuß (Ranunculus alpestris)

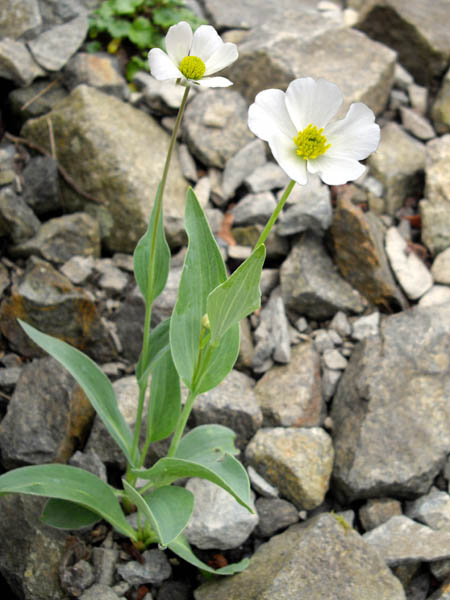
Weißer Hahnenfuß (Ranunculus amplexicaulis)

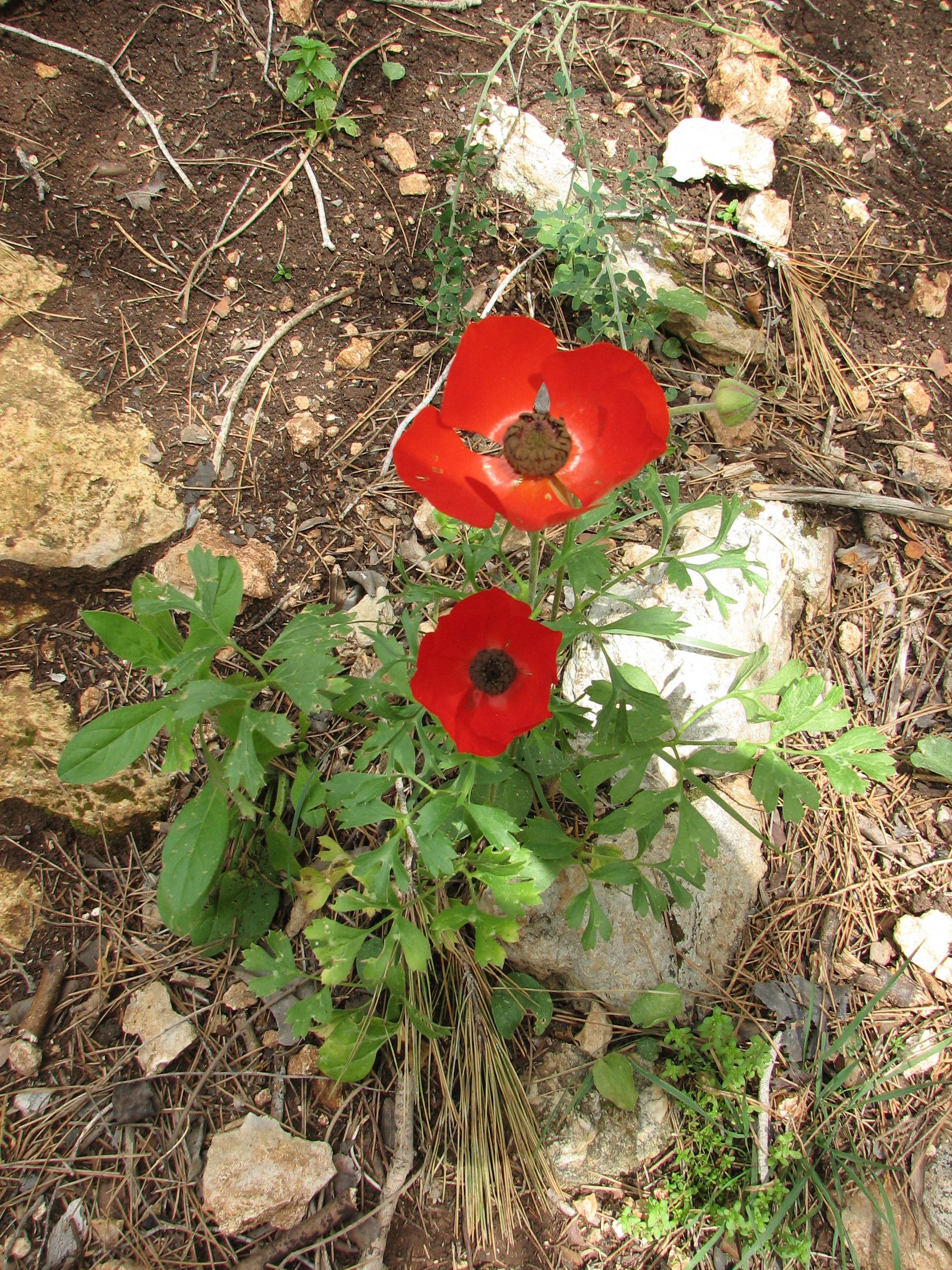
Asiatischer Hahnenfuß (Ranunculus asiaticus)

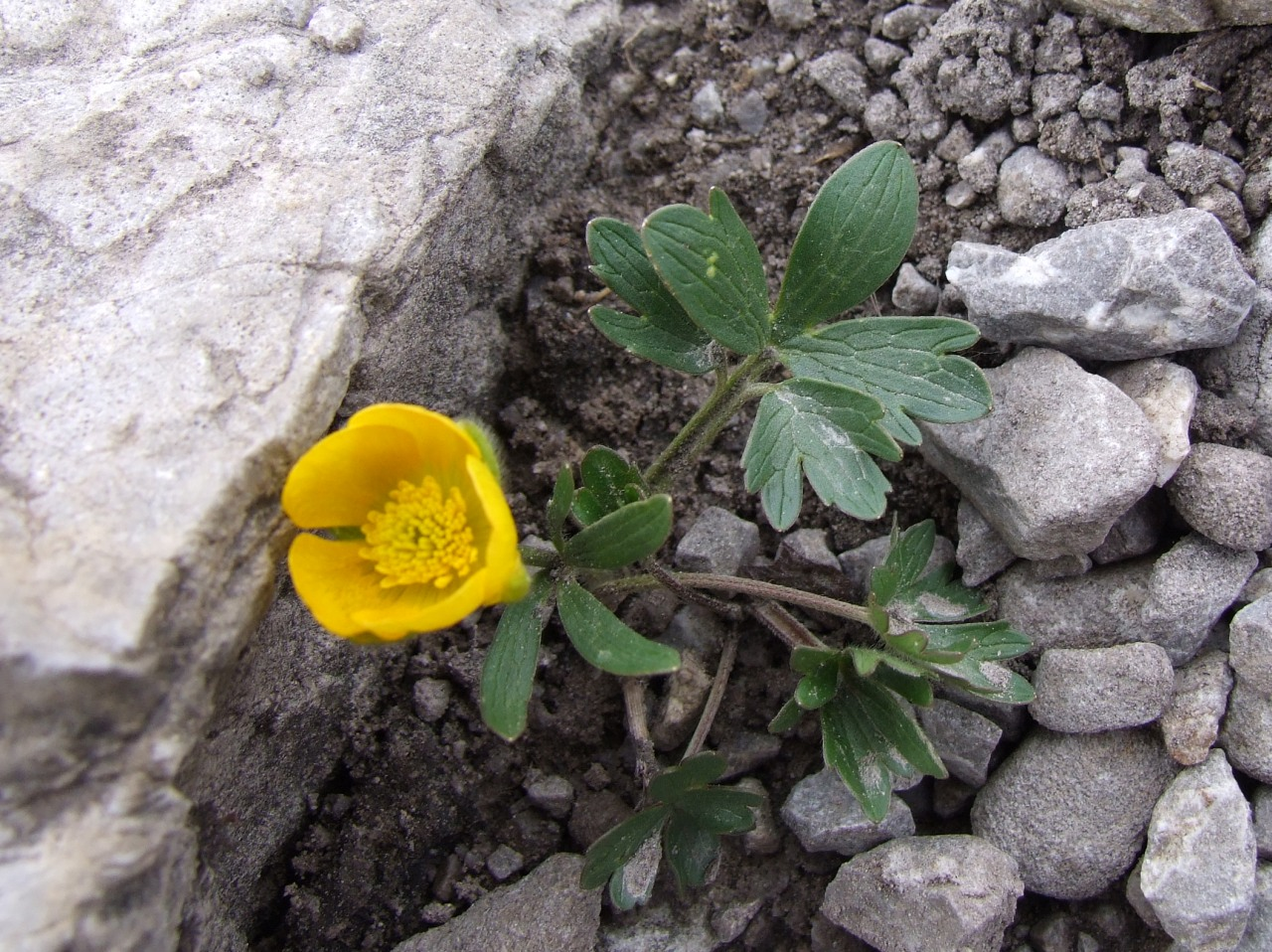
Gebirgs-Hahnenfuß (Ranunculus breyninus)

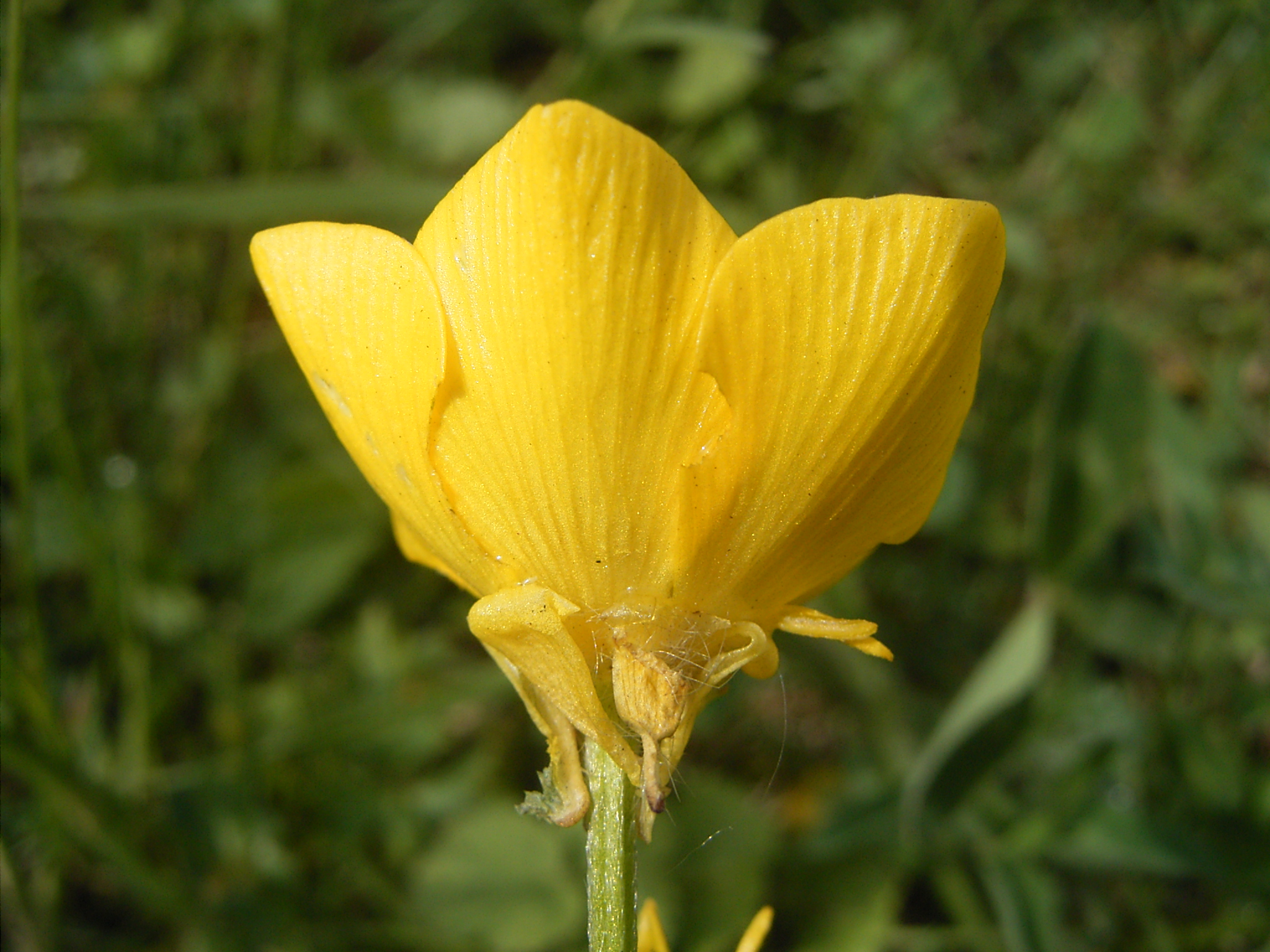
Blüte vom Knolligen Hahnenfuß (Ranunculus bulbosus) mit zurückgeschlagenen Kelchblättern

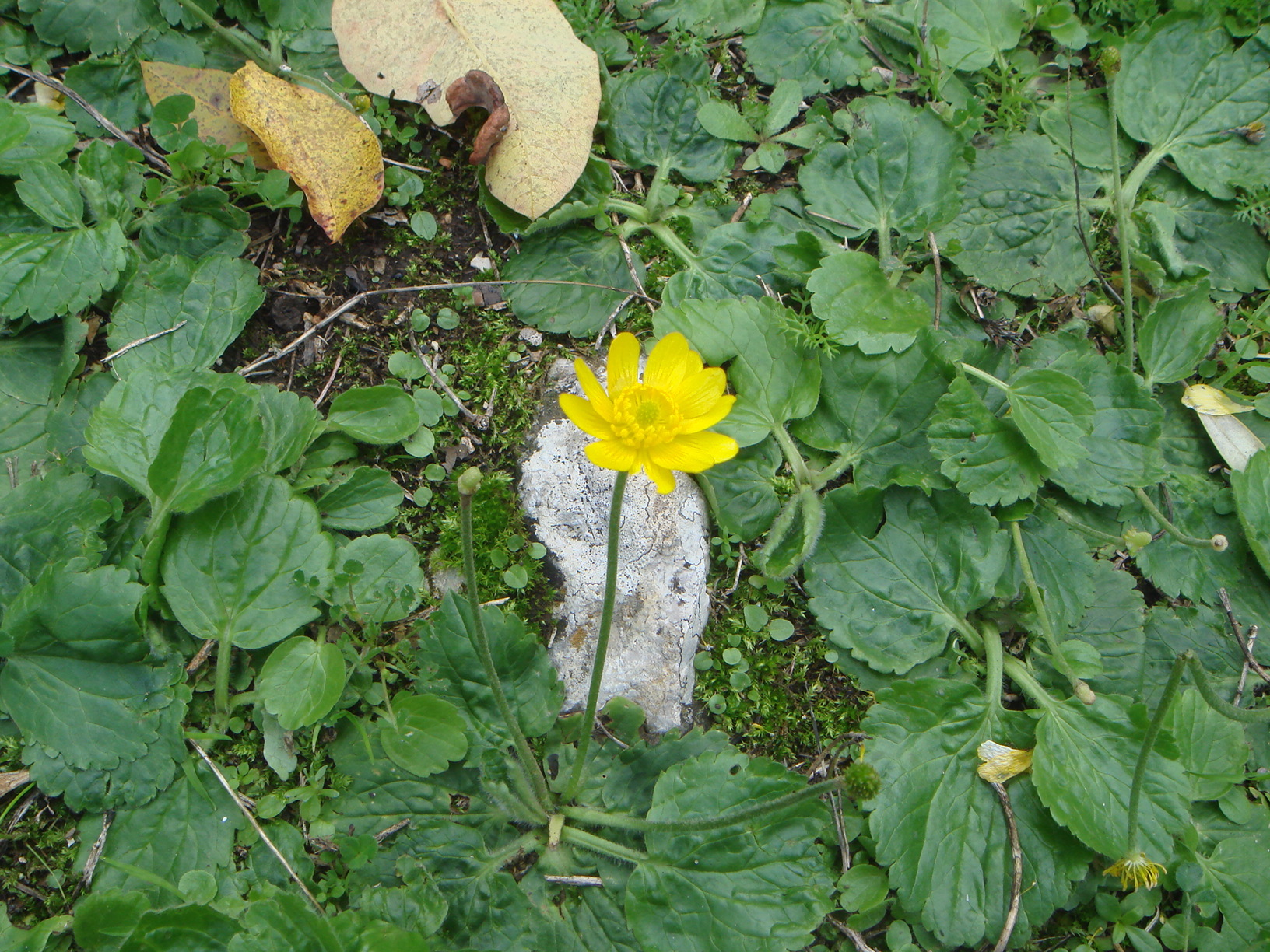
Ranunculus bullatus

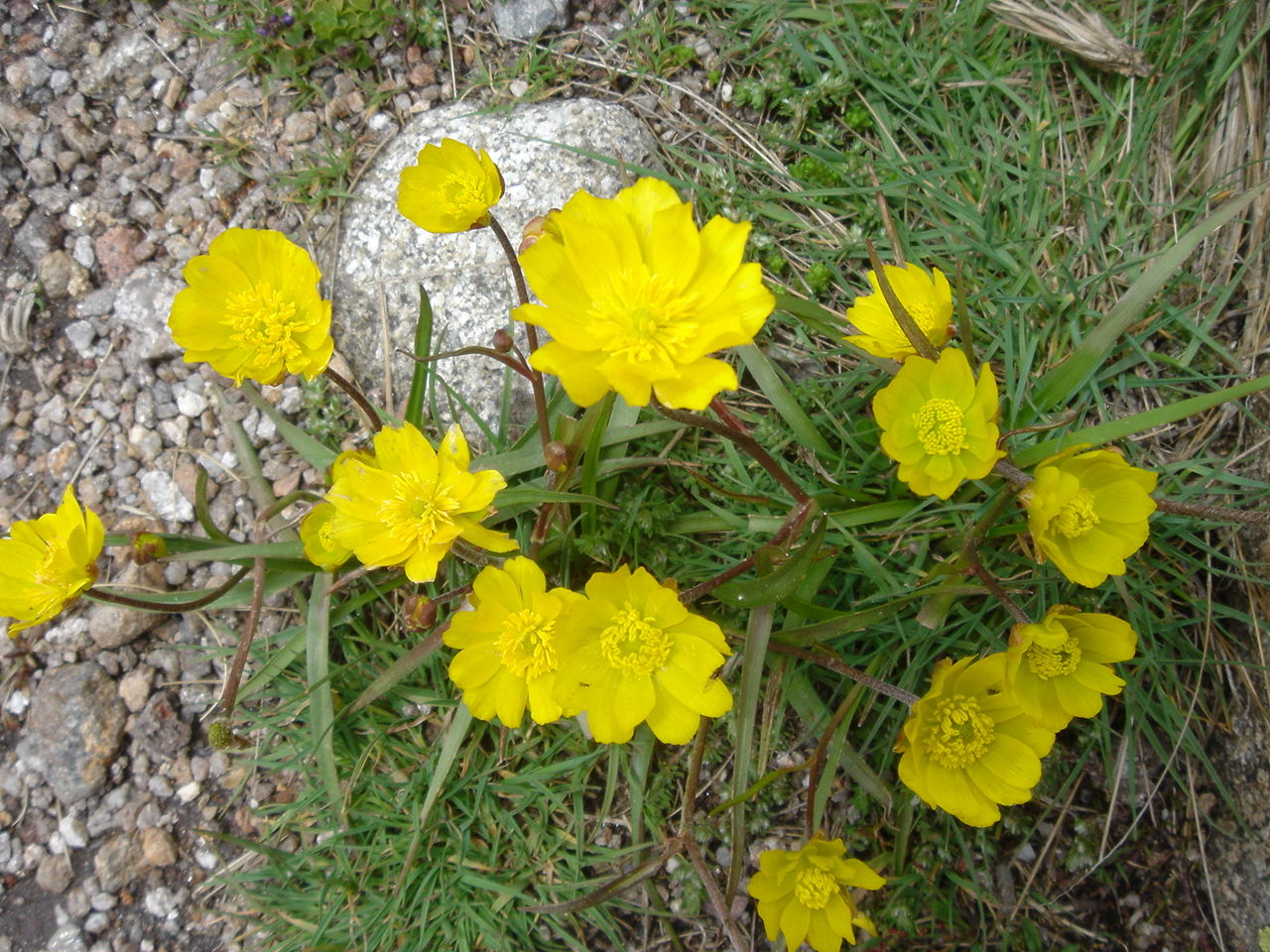
Ranunculus bupleuroides

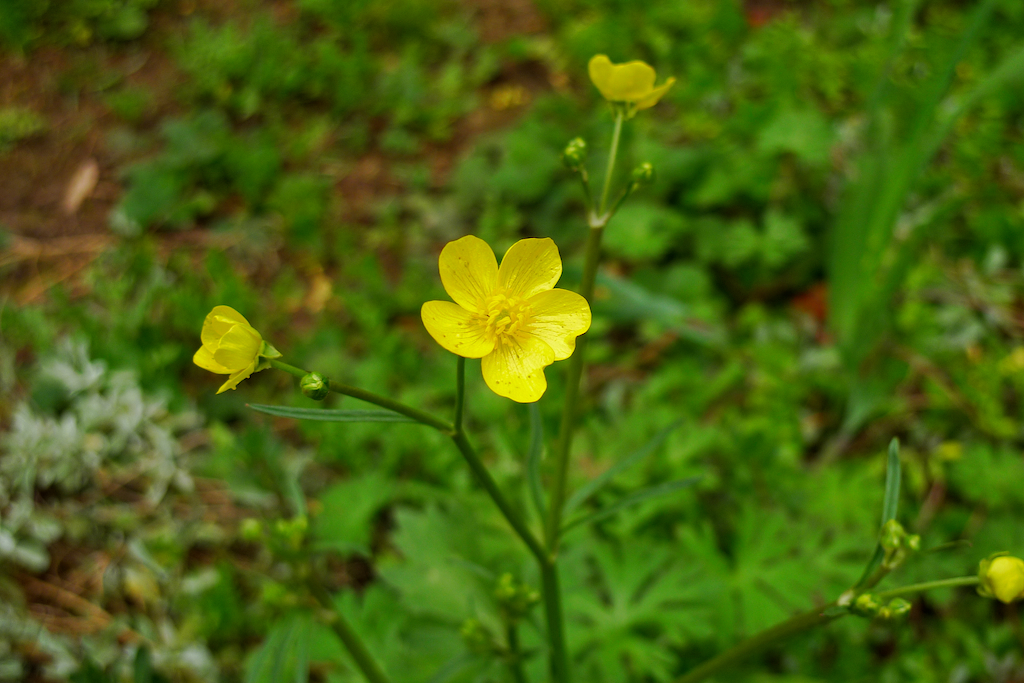
Ranunculus californicus

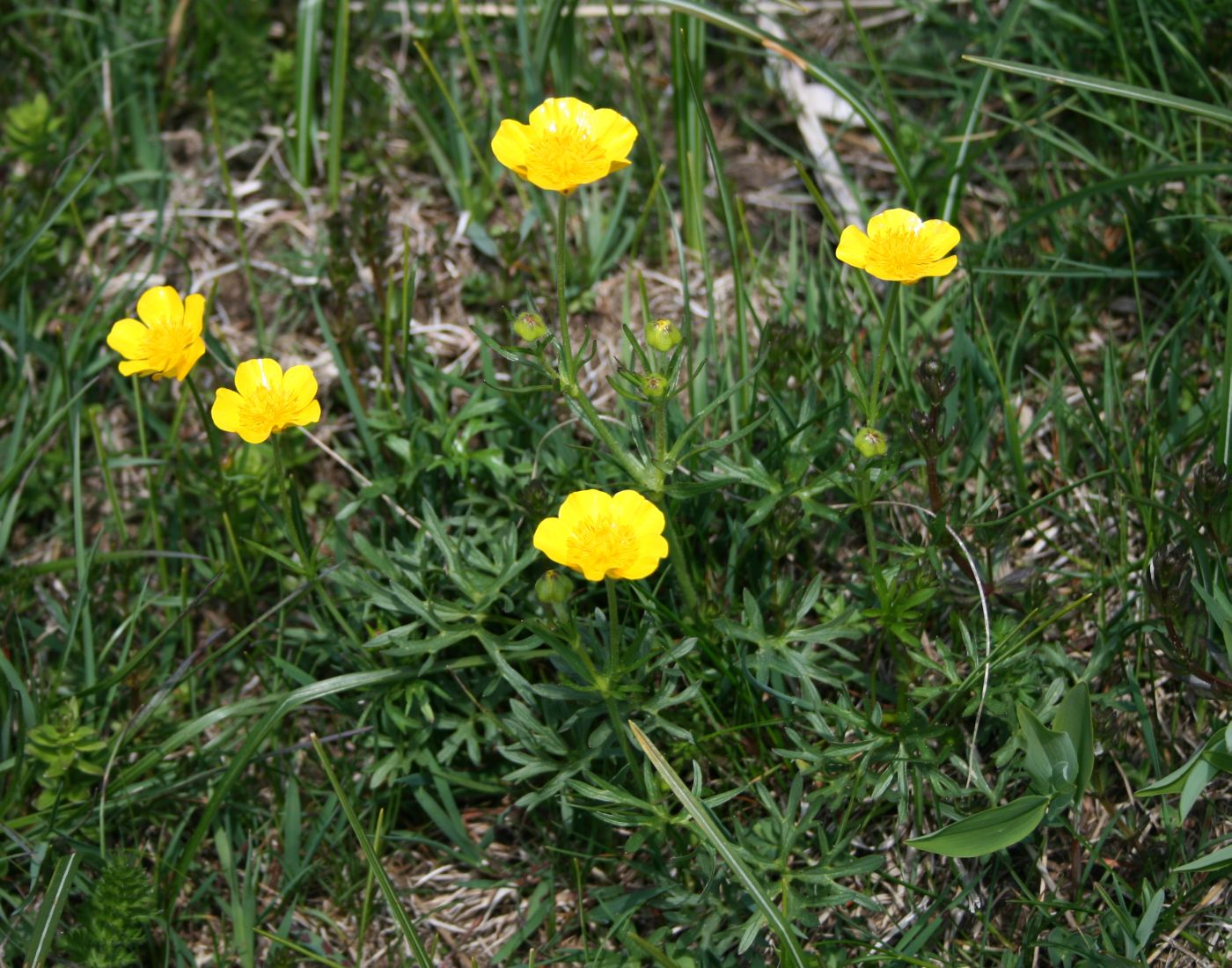
Kärntner Hahnenfuß (Ranunculus carinthiacus)

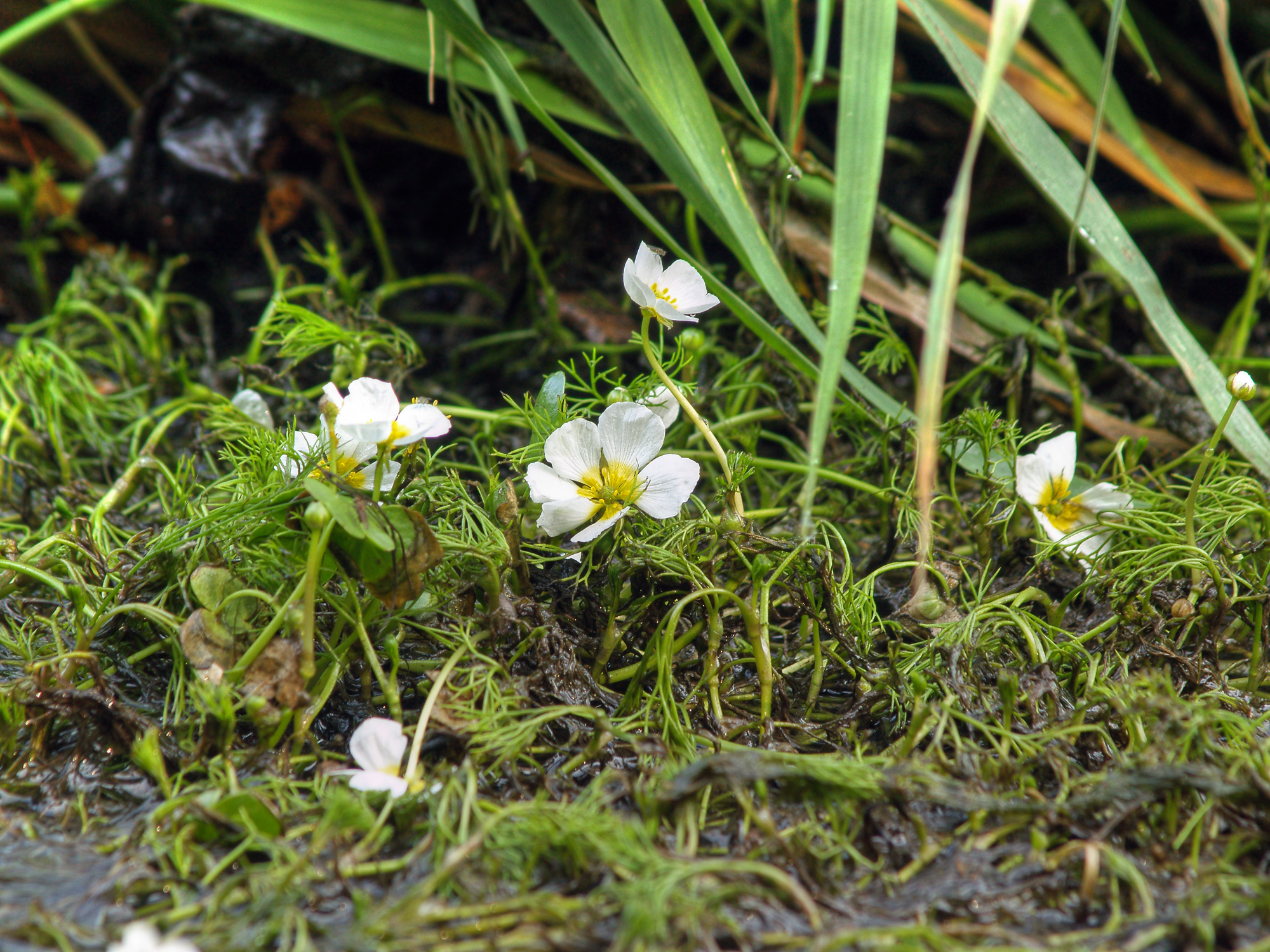
Spreizender Wasserhahnenfuß (Ranunculus circinatus)

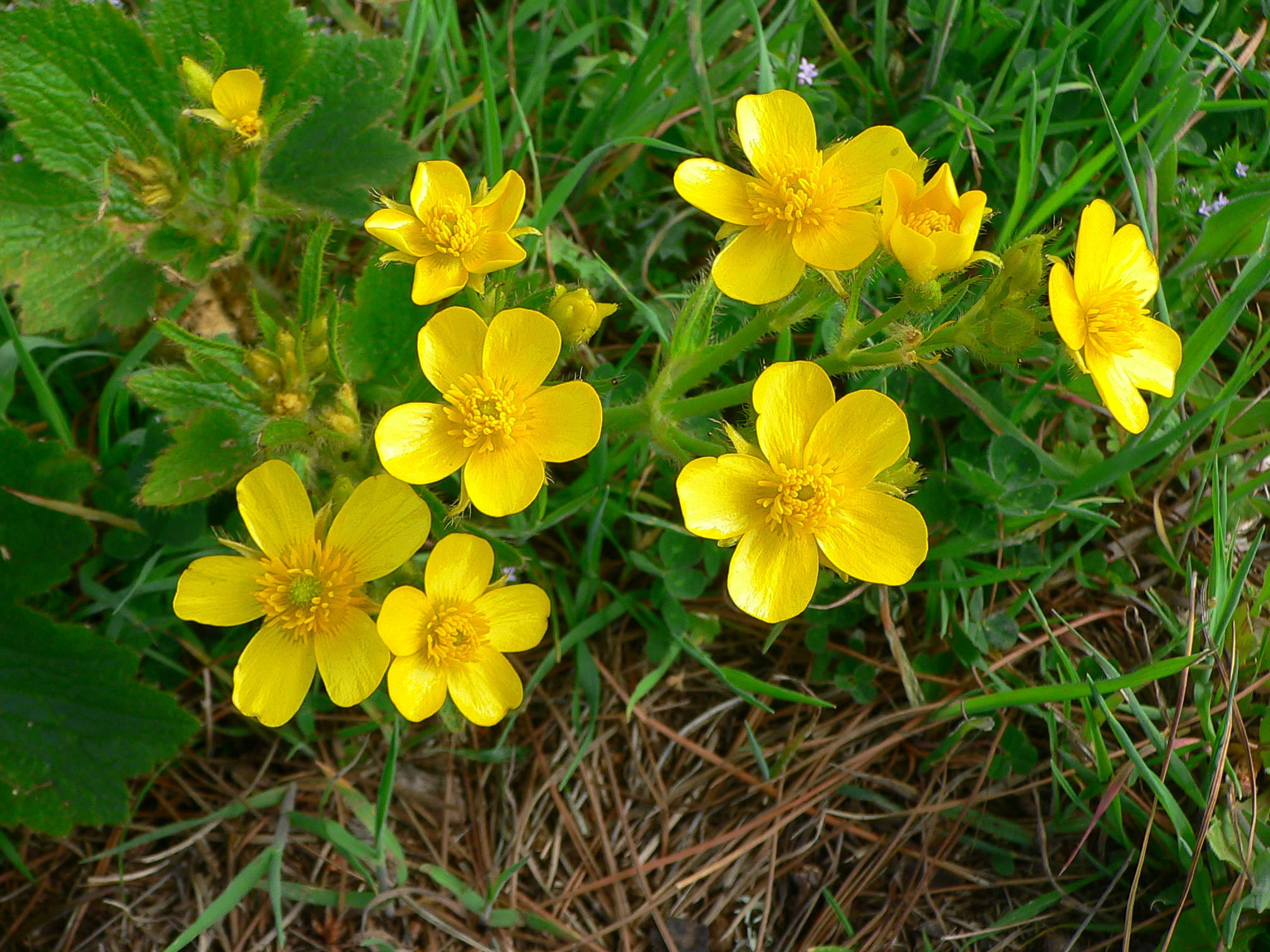
Ranunculus cortusifolius

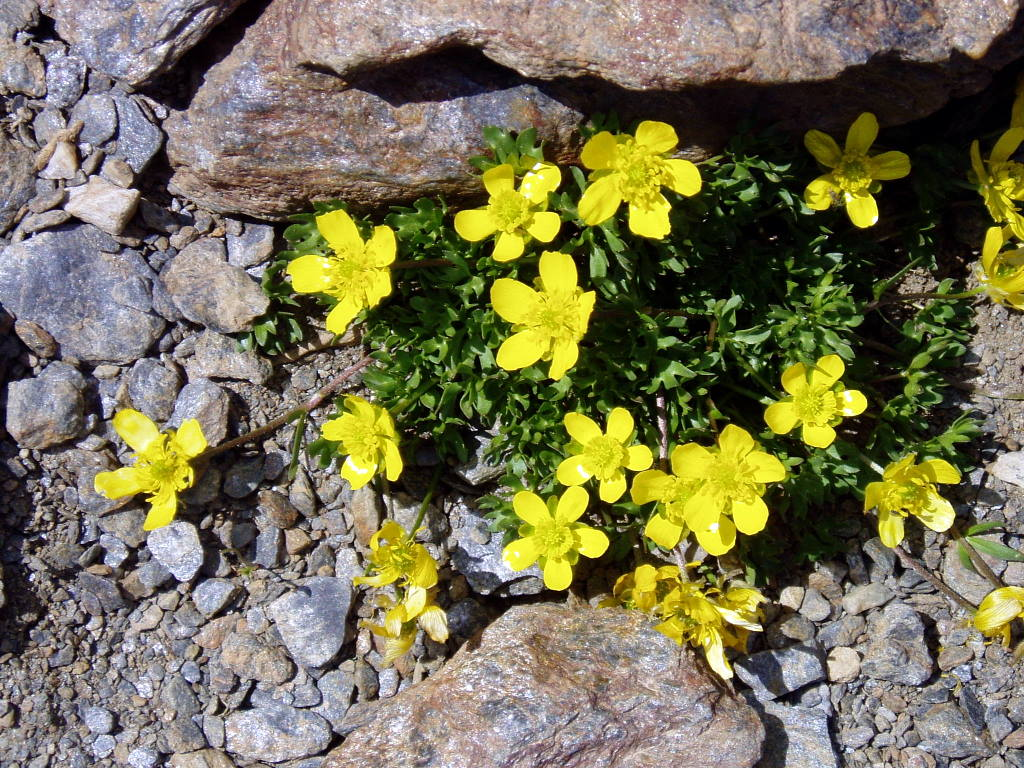
Ranunculus demissus

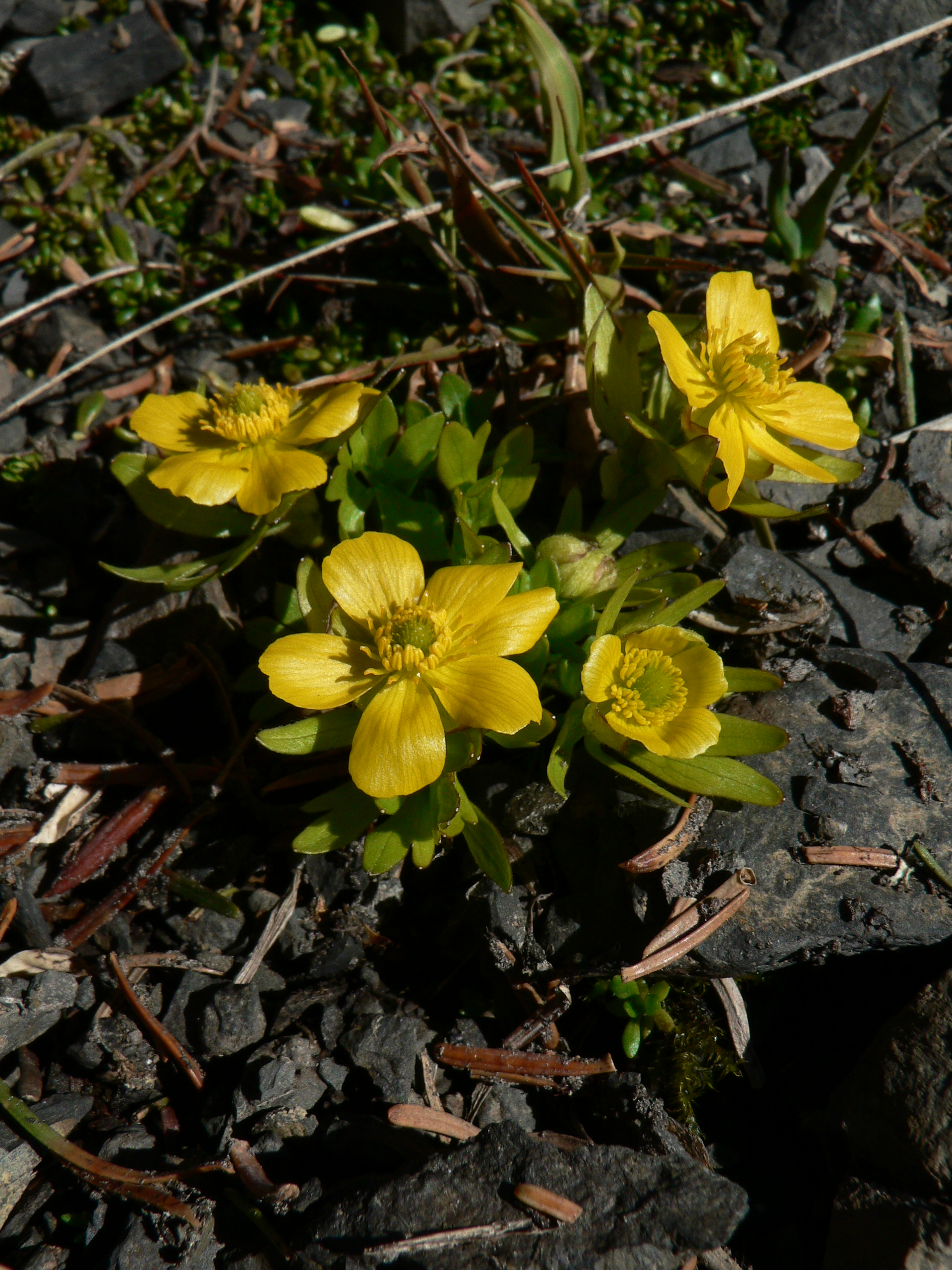
Ranunculus eschscholtzii

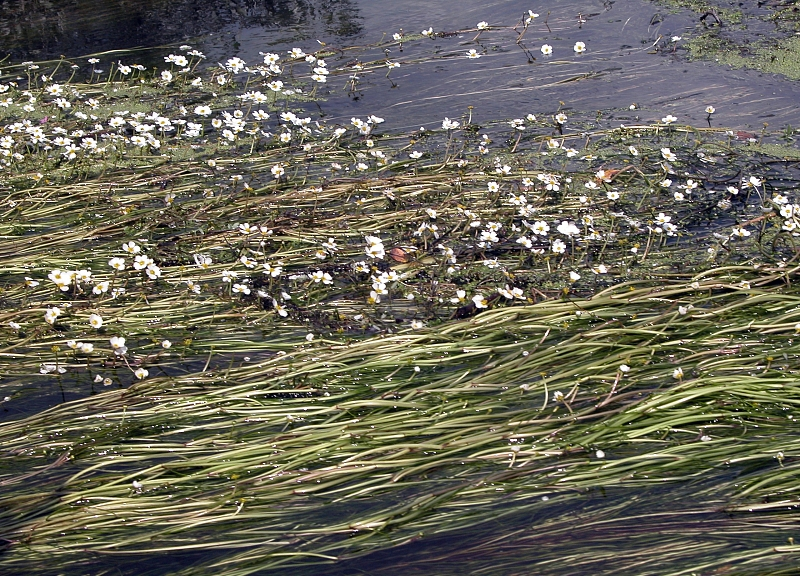
Flutender Hahnenfuß (Ranunculus fluitans)

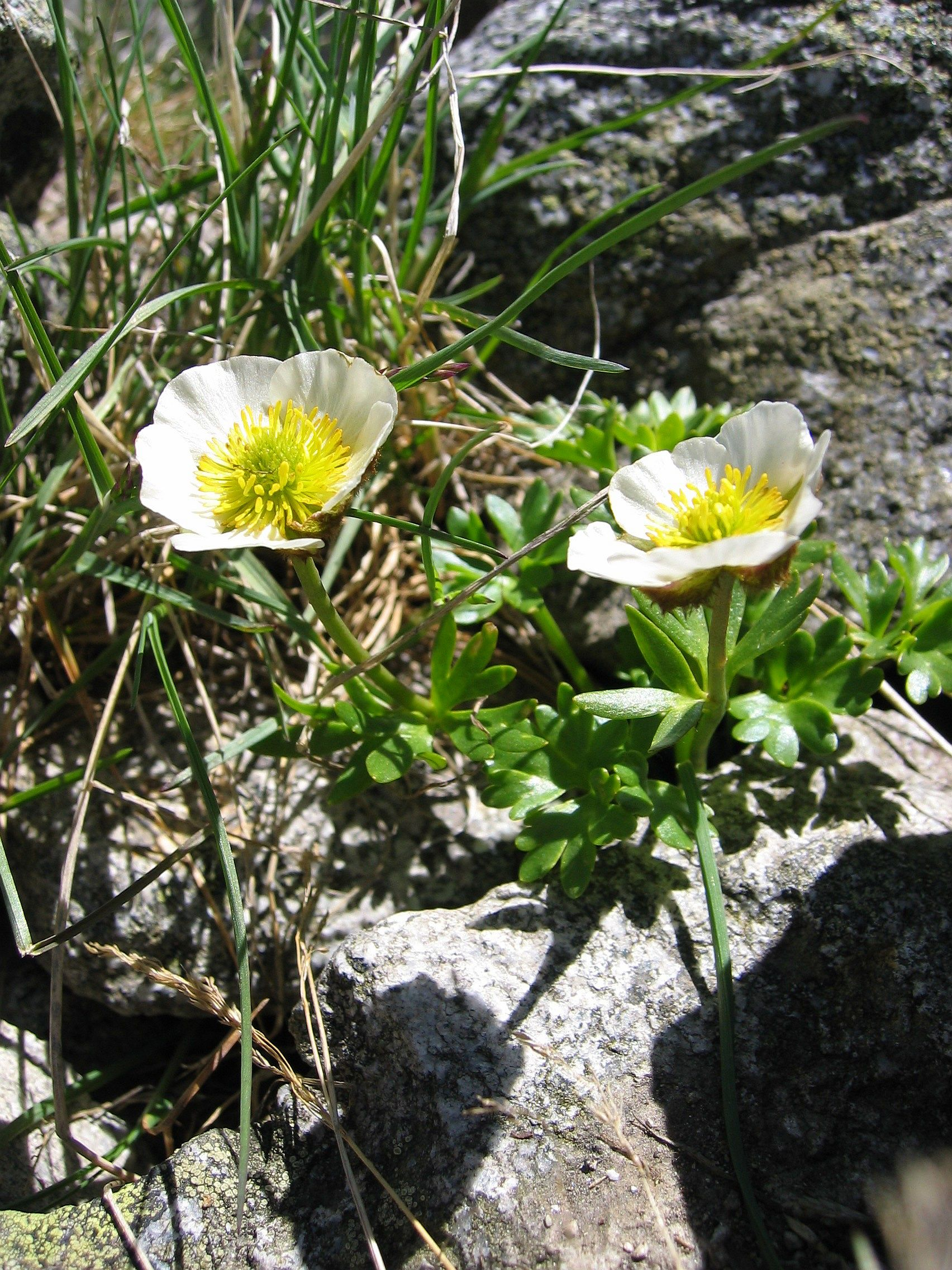
Gletscher-Hahnenfuß (Ranunculus glacialis)

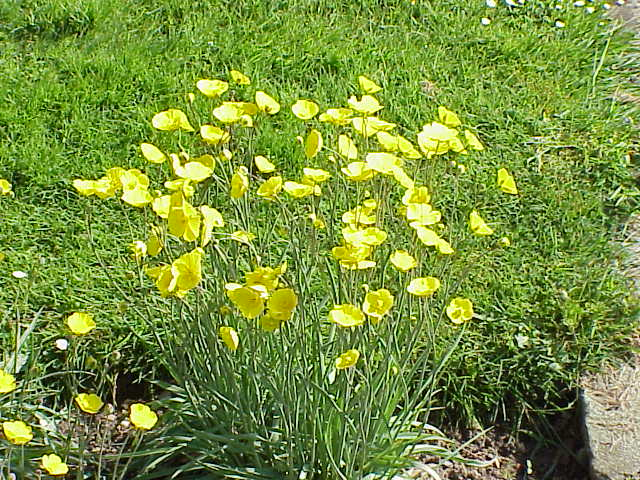
Grasblättriger Hahnenfuß (Ranunculus gramineus)

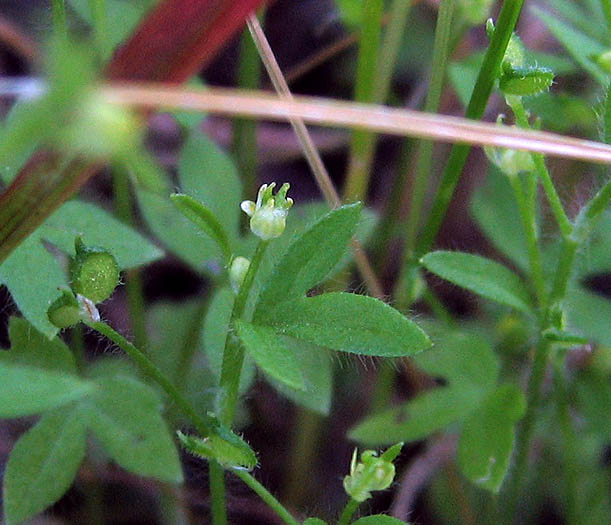
Ranunculus hebecarpus

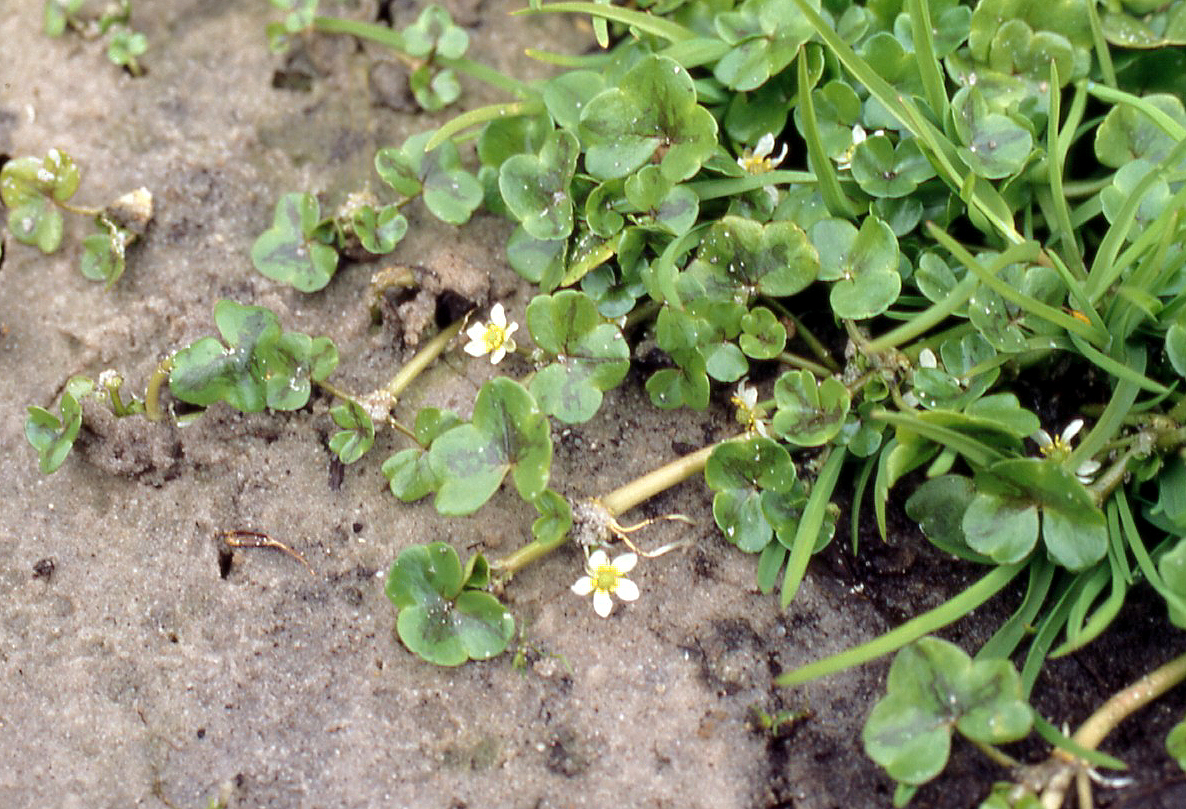
Efeublättriger Wasserhahnenfuß (Ranunculus hederaceus)

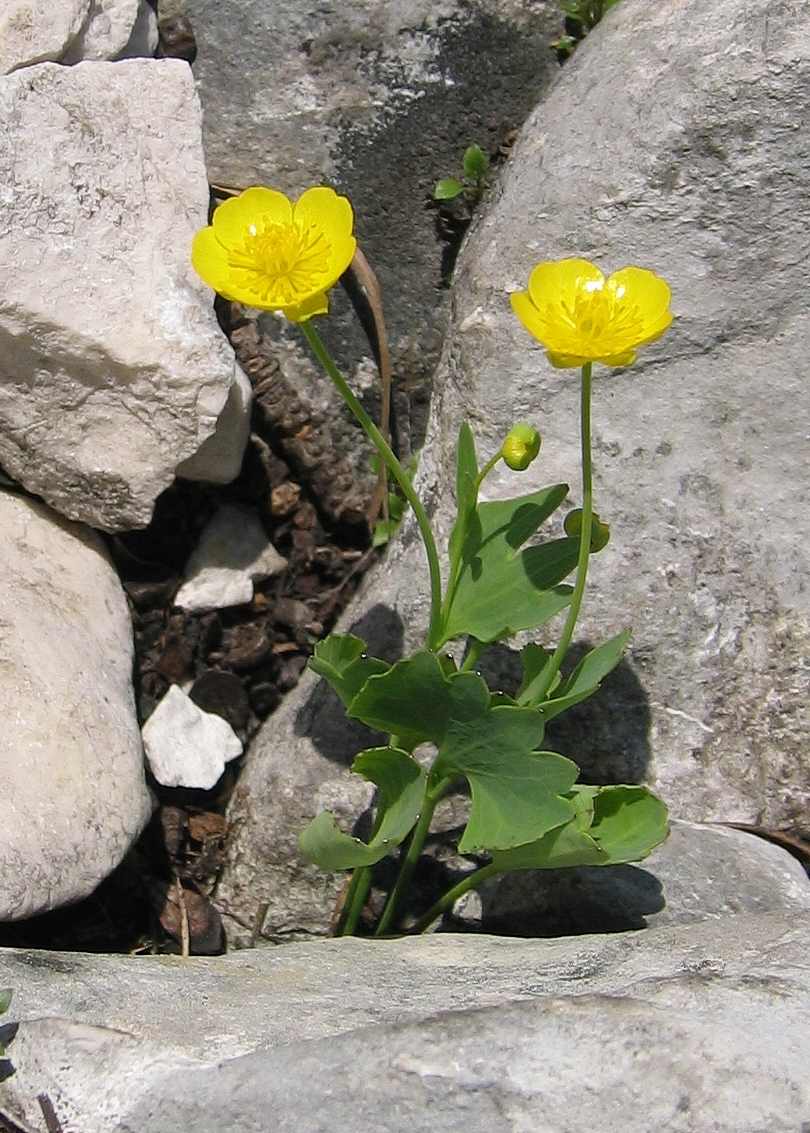
Bastard-Hahnenfuß Ranunculus hybridus

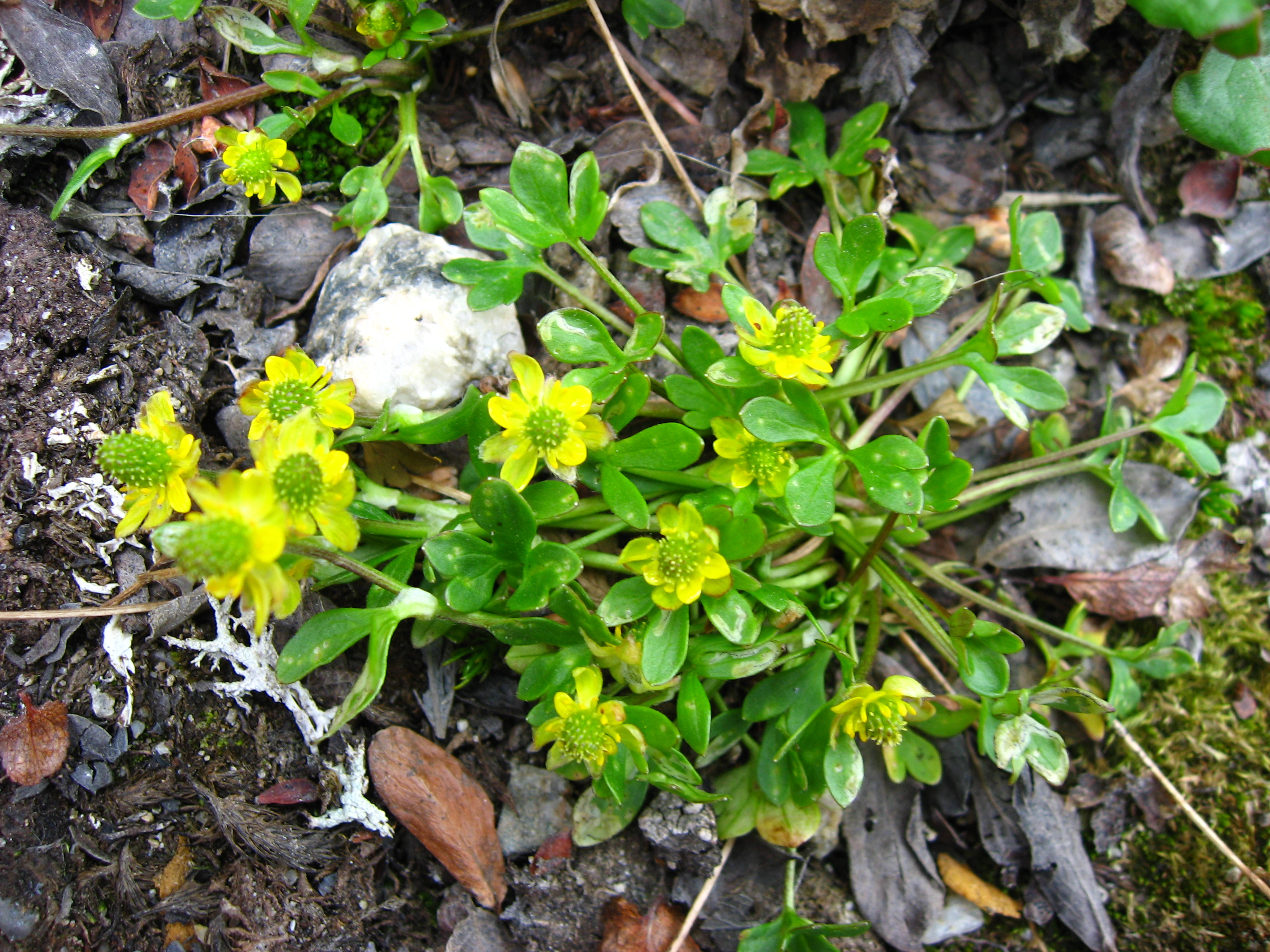
Ranunculus hyperboreus

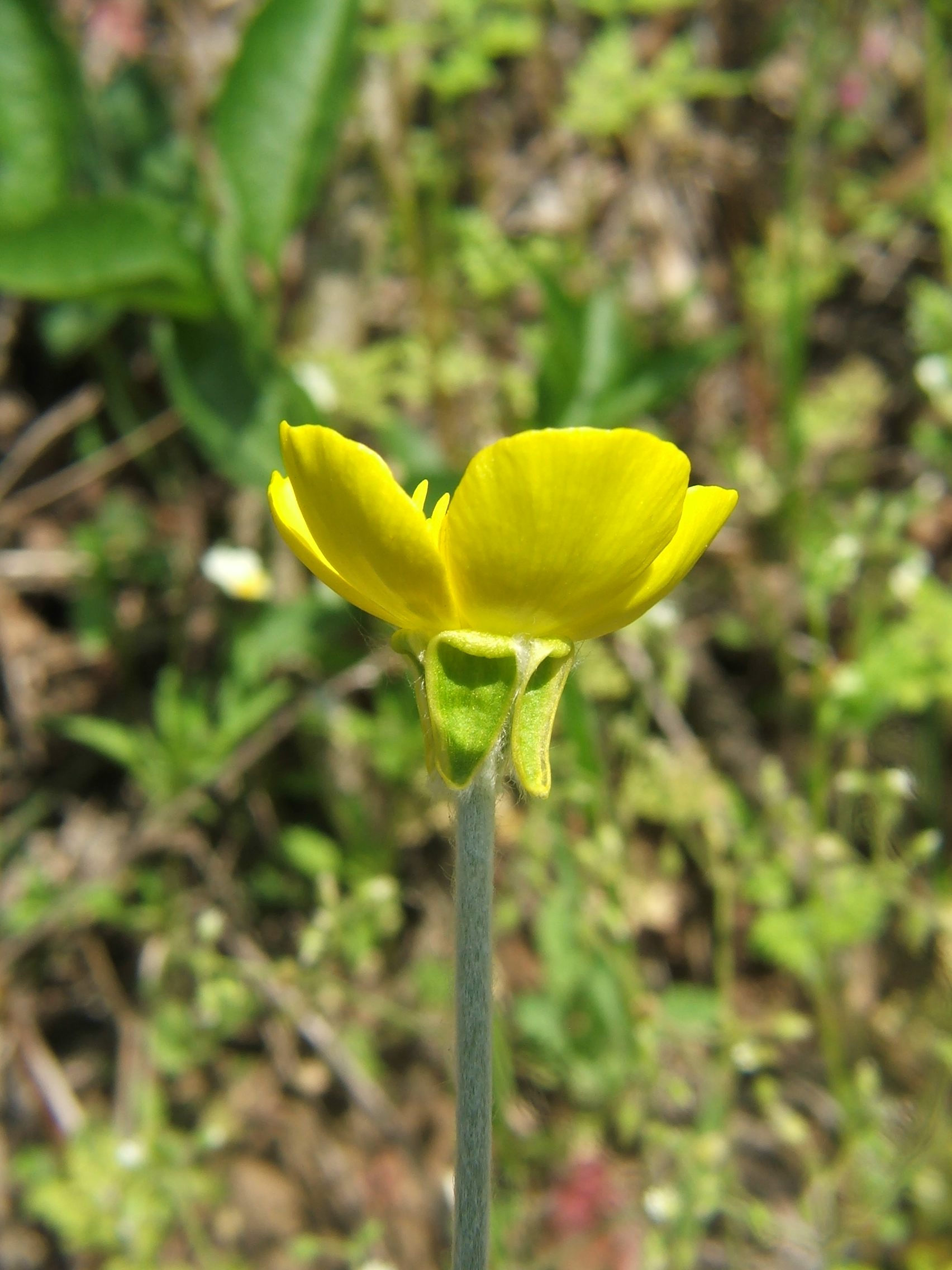
Blüte vom Illyrischen Hahnenfuß (Ranunculus illyricus) mit zurückgeschlagenen Kelchblättern

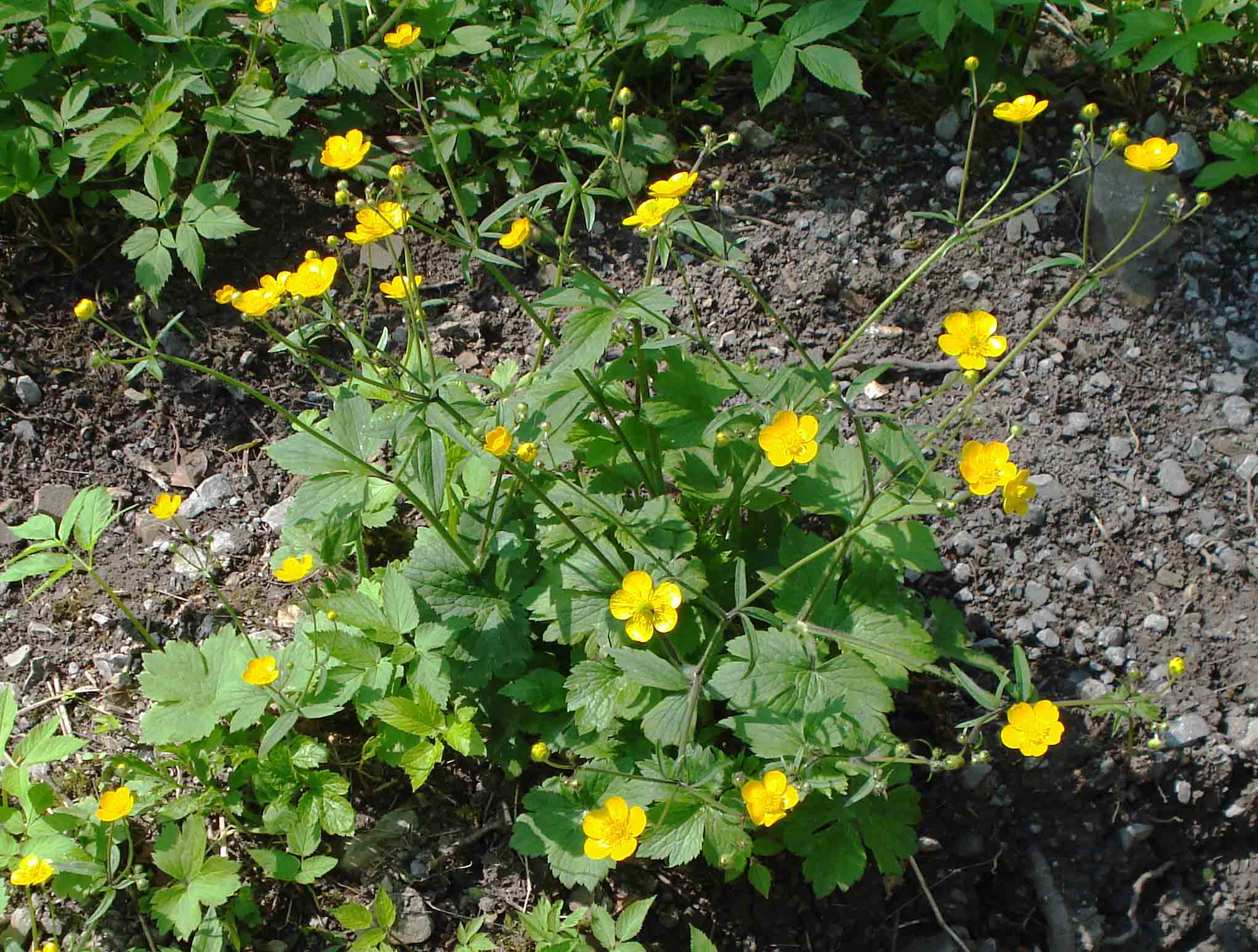
Wolliger Hahnenfuß (Ranunculus lanuginosus)

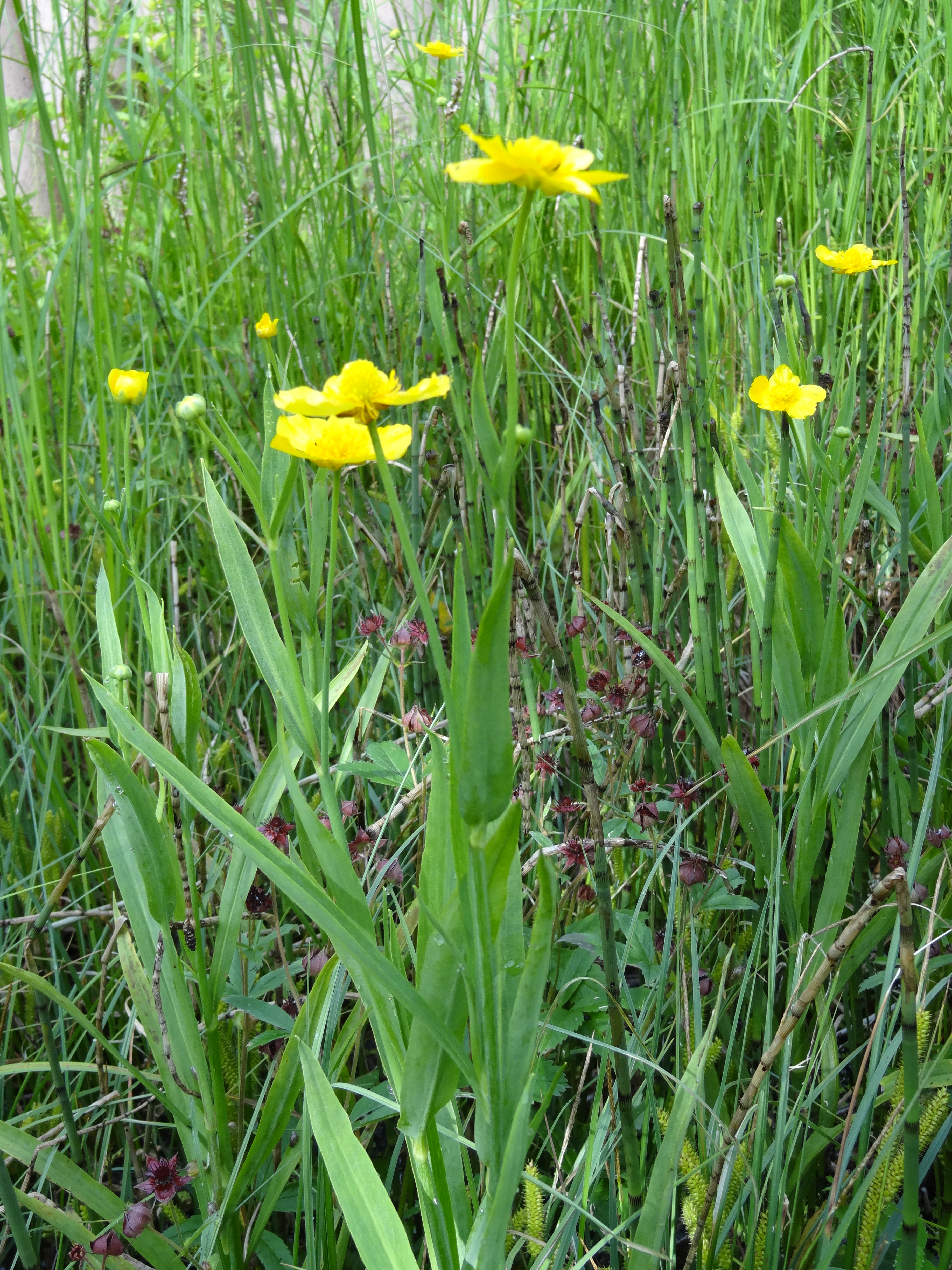
Zungen-Hahnenfuß (Ranunculus lingua)

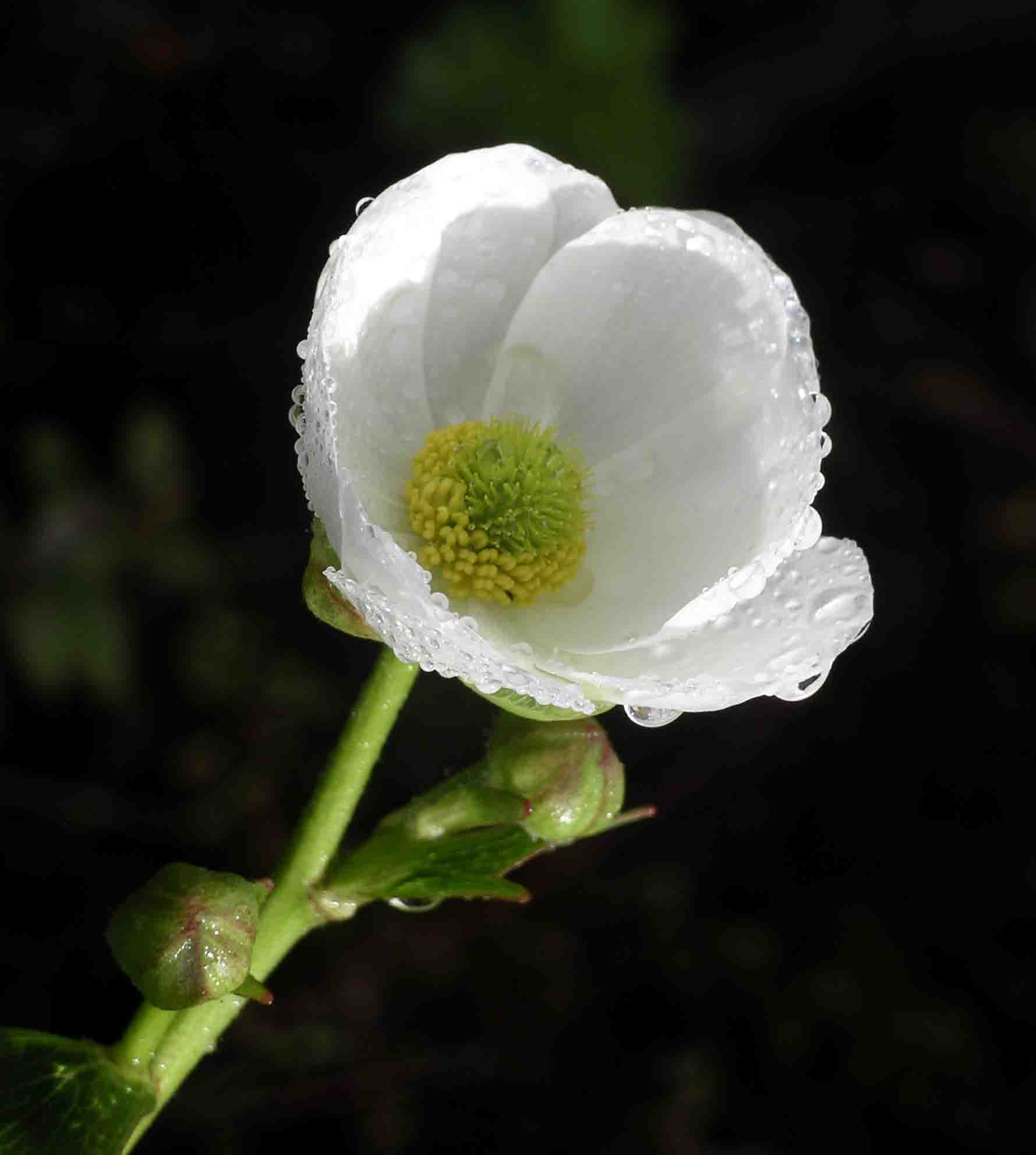
Ranunculus lyallii, eine neuseeländische Art

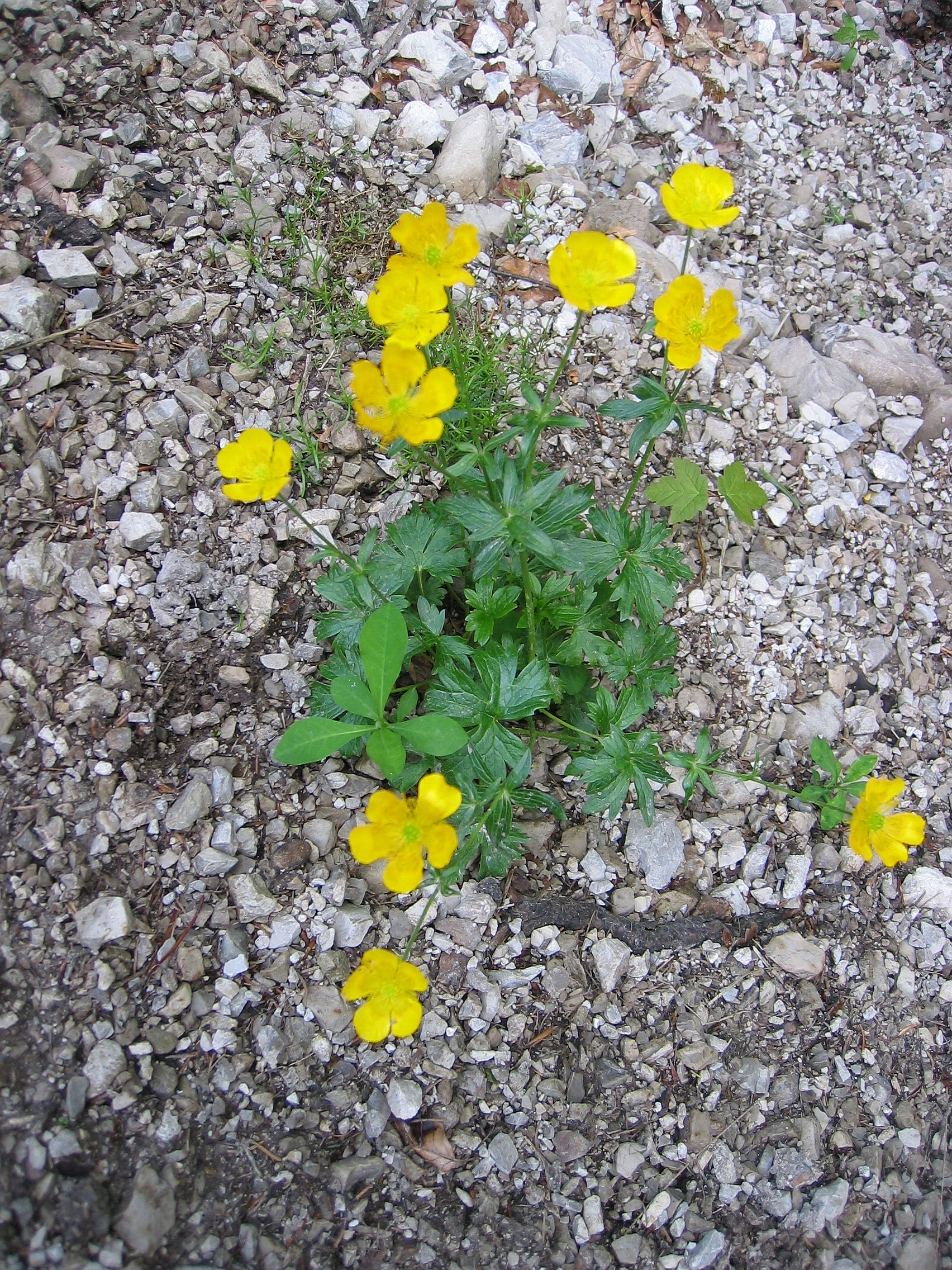
Berg-Hahnenfuß (Ranunculus montanus)

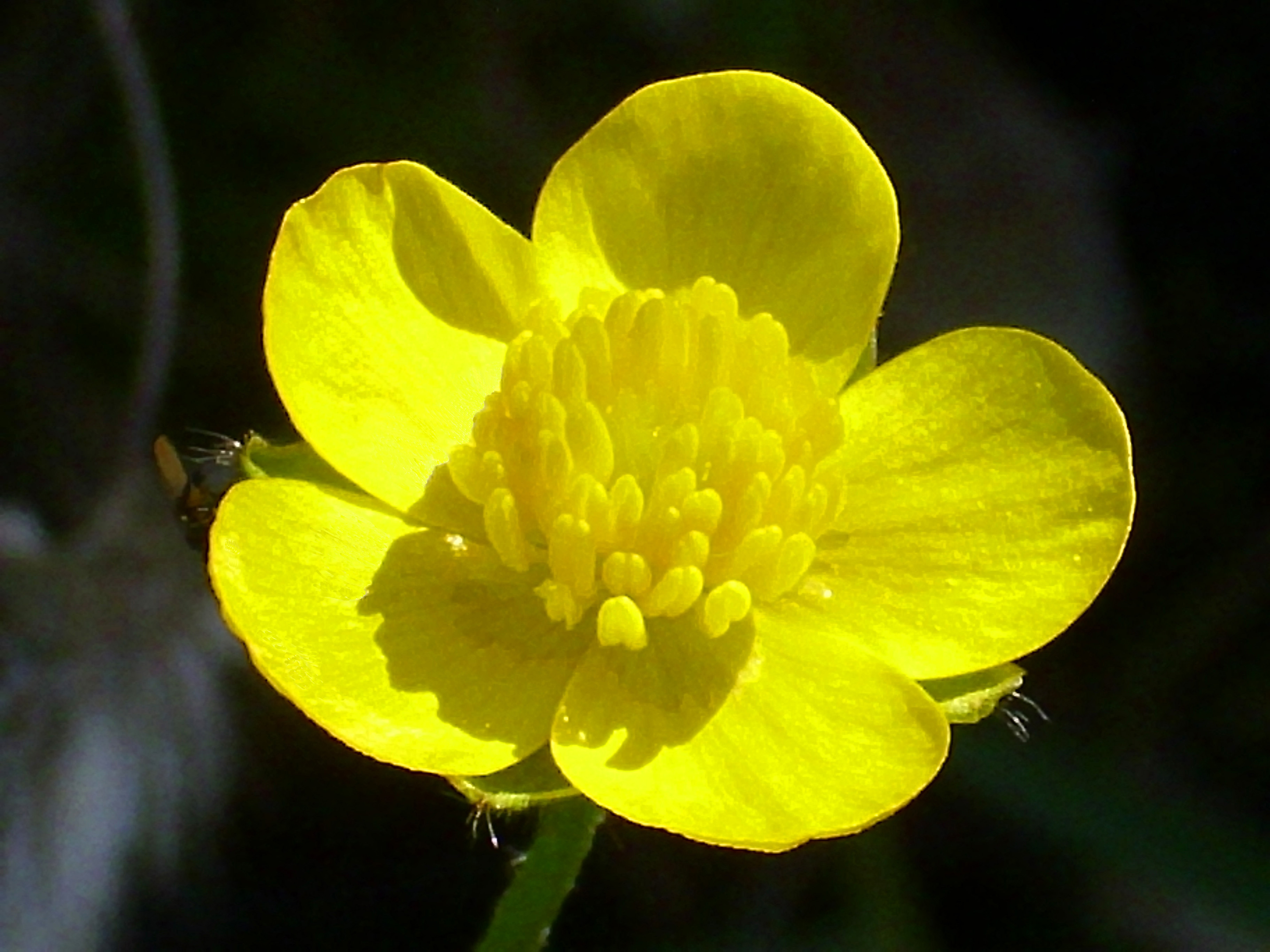
Ranunculus ollissiponensis

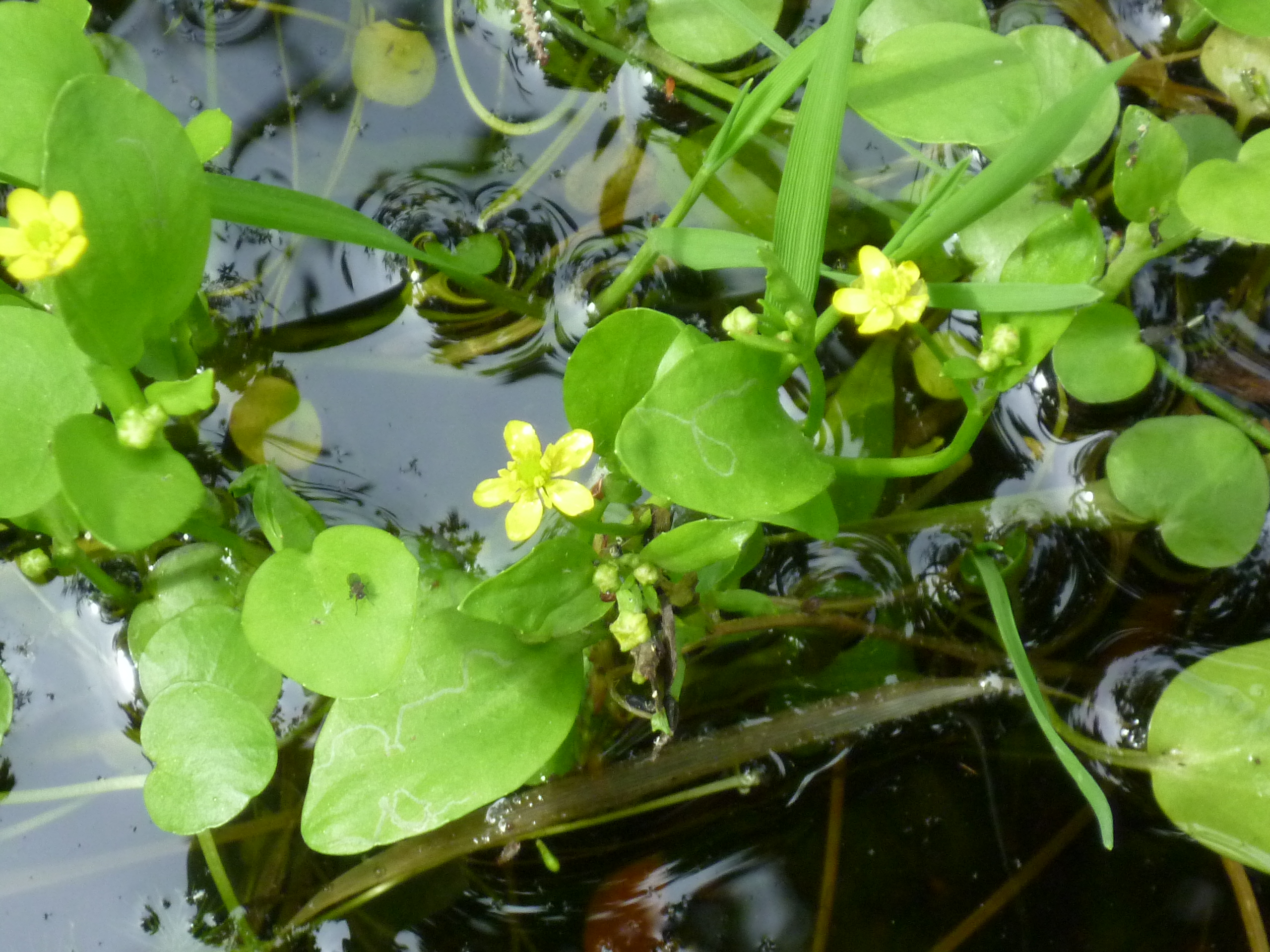
Ranunculus ophioglossifolius

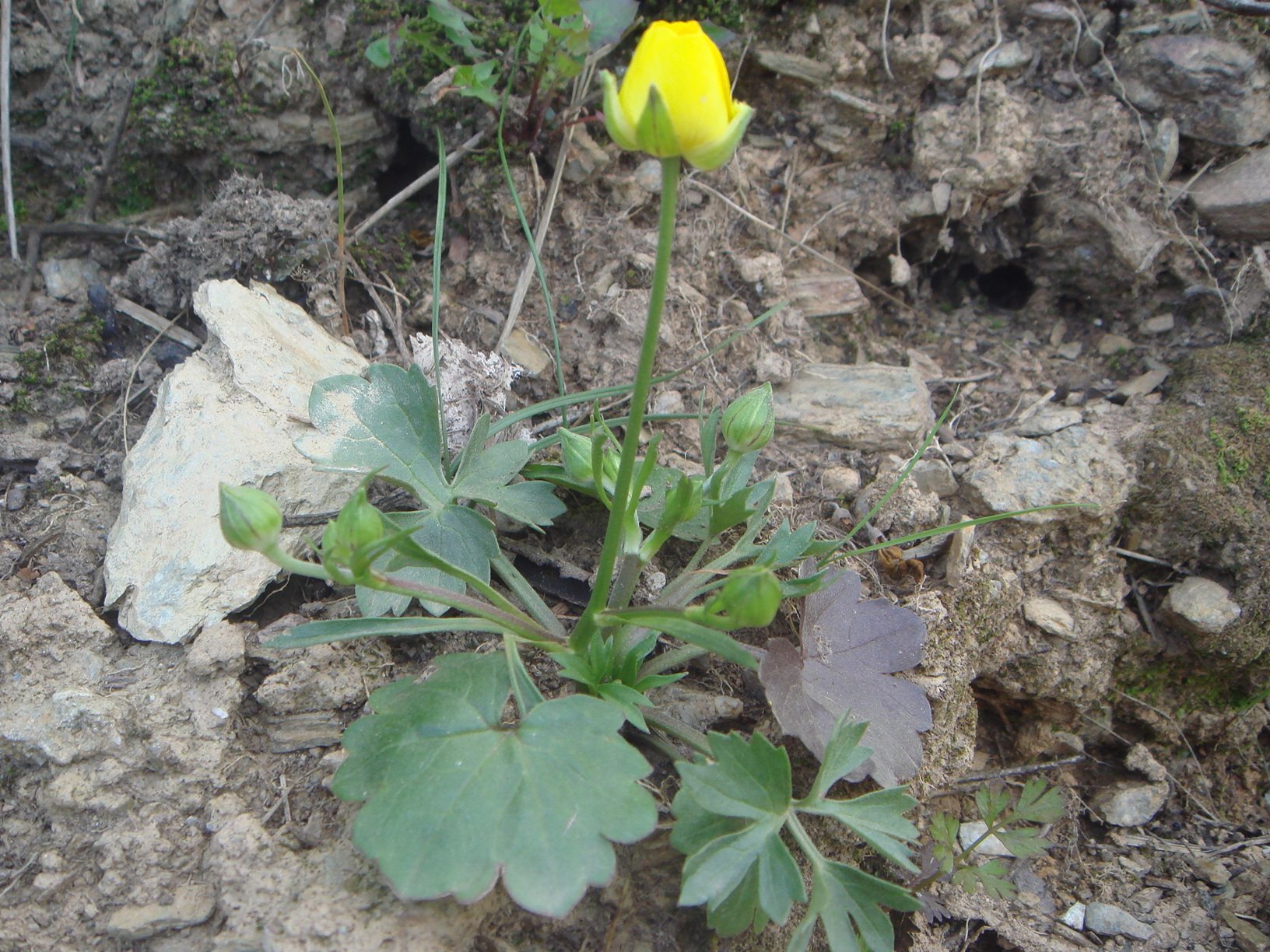
Ranunculus paludosus

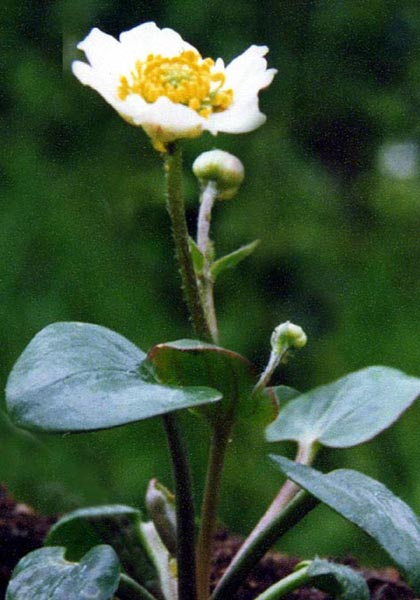
Herzblättriger Hahnenfuß (Ranunculus parnassiifolius)

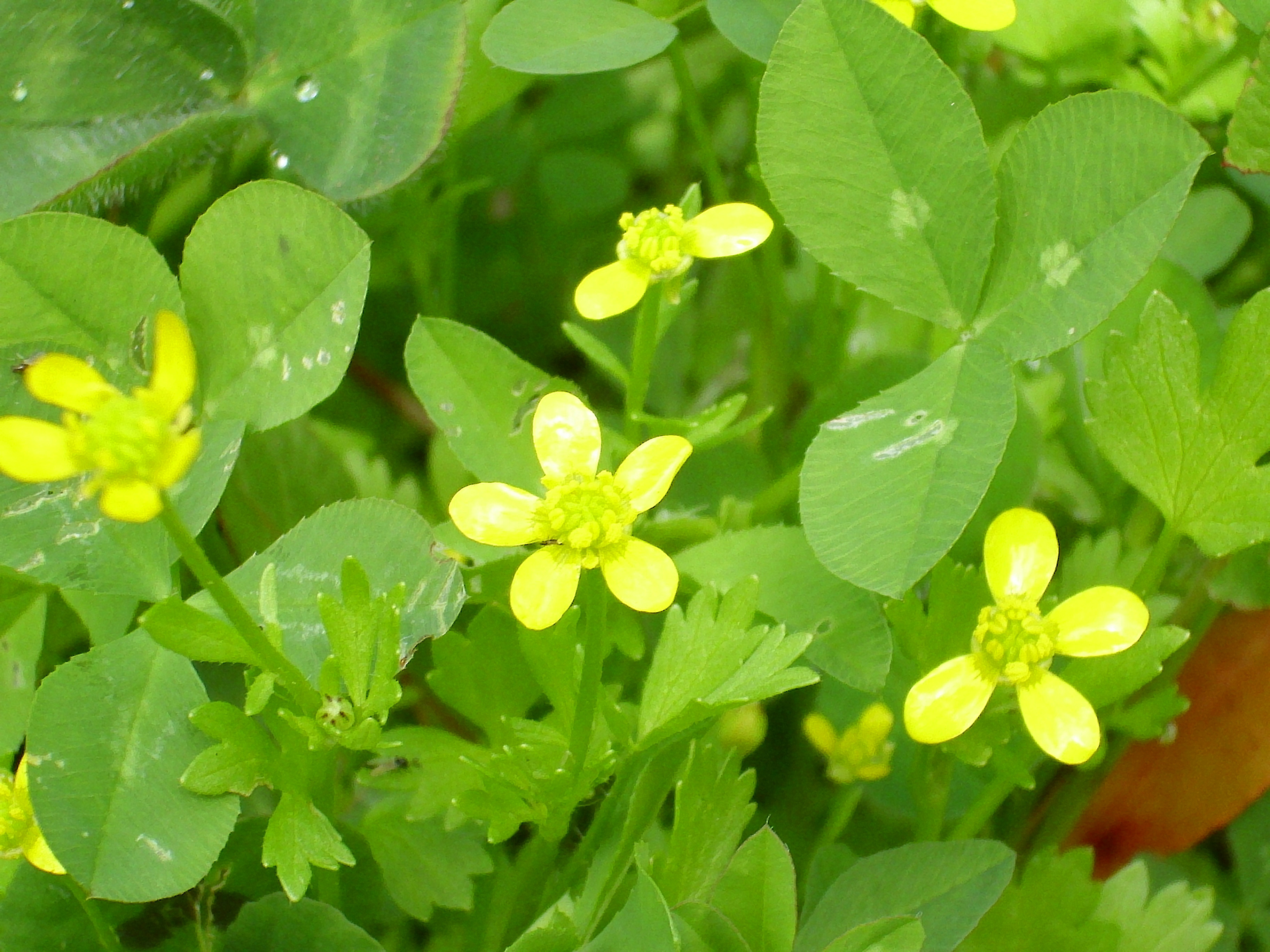
Ranunculus parviflorus

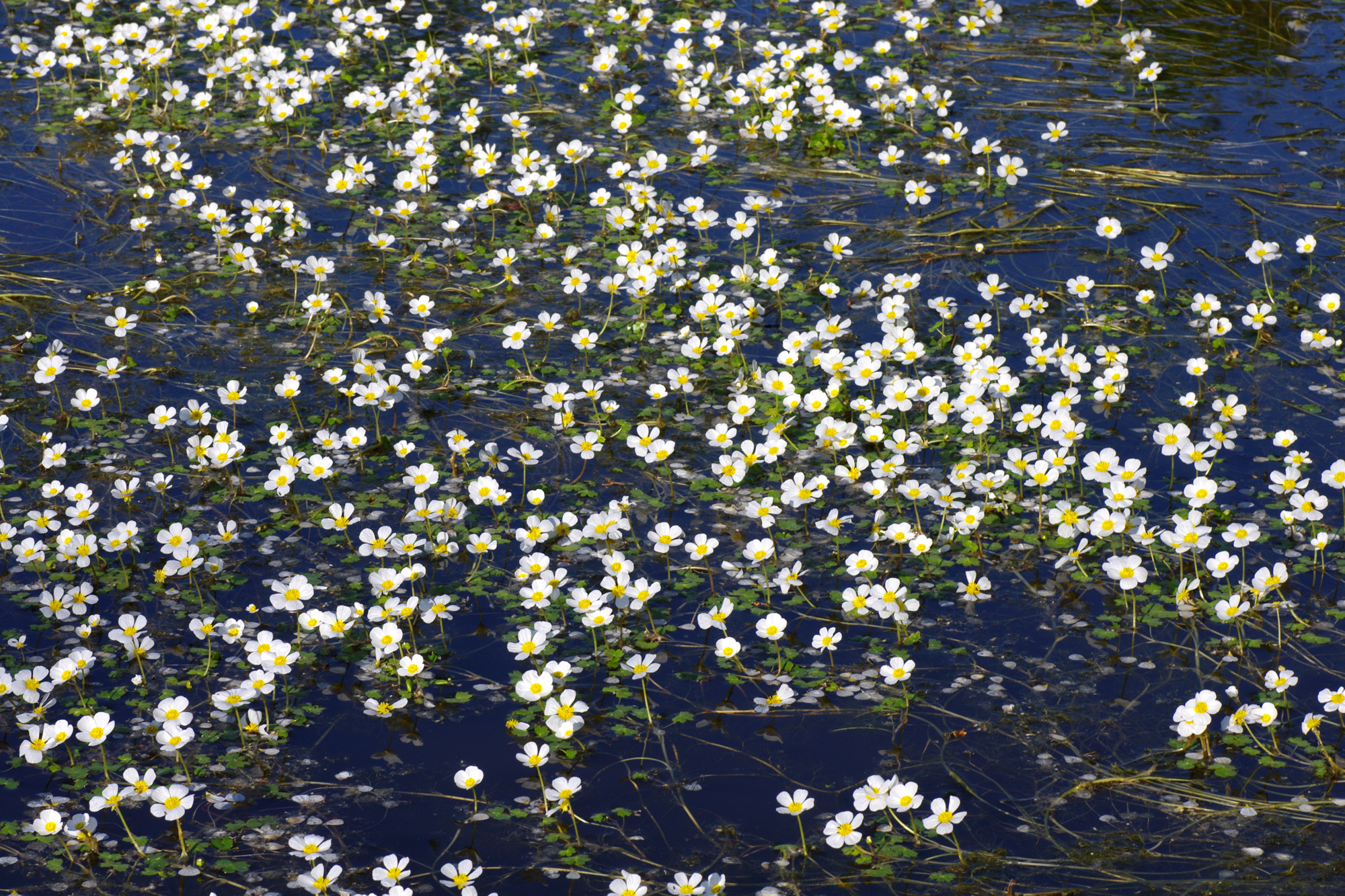
Schild-Wasserhahnenfuß (Ranunculus peltatus)

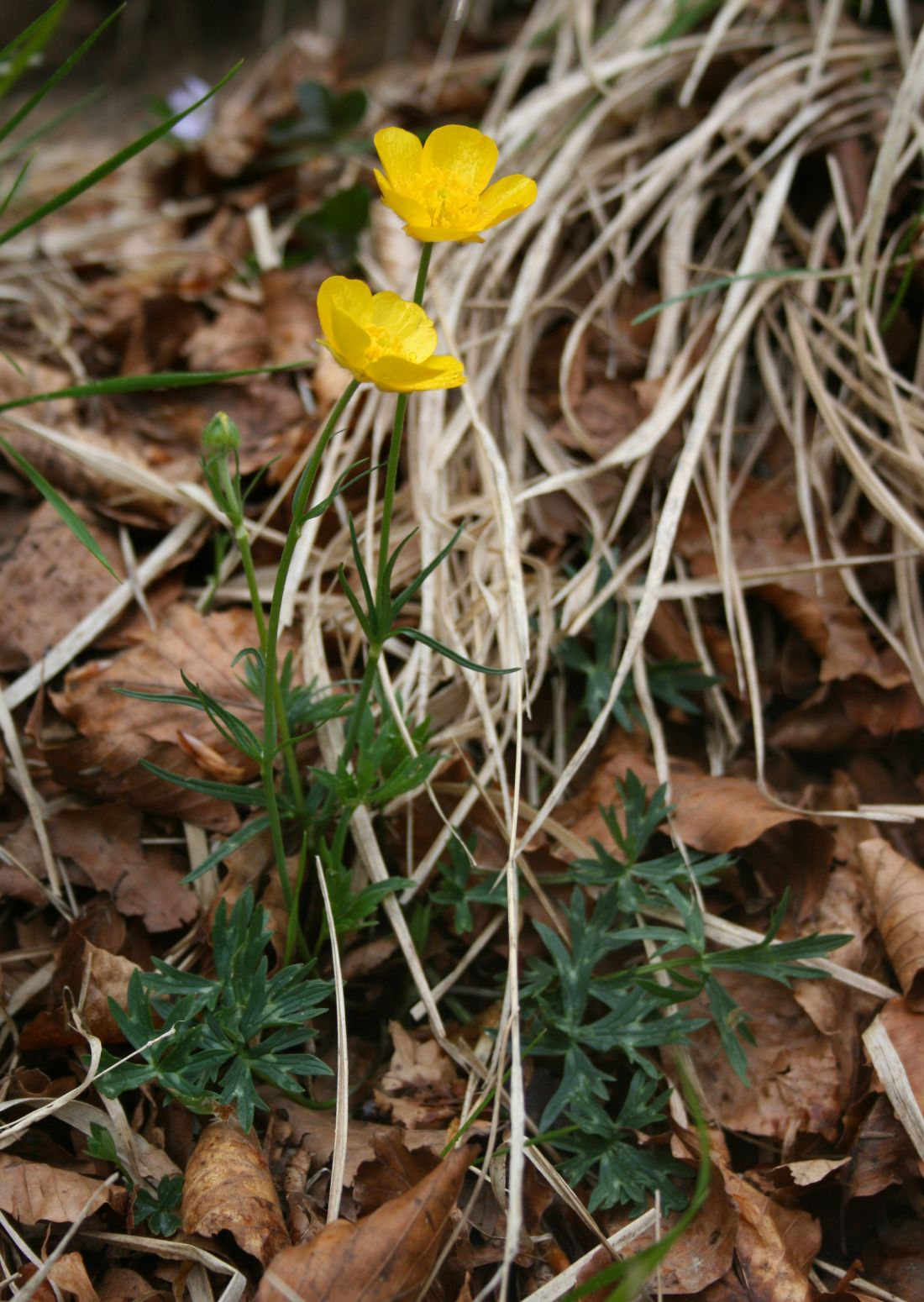
Ranunculus pollinensis

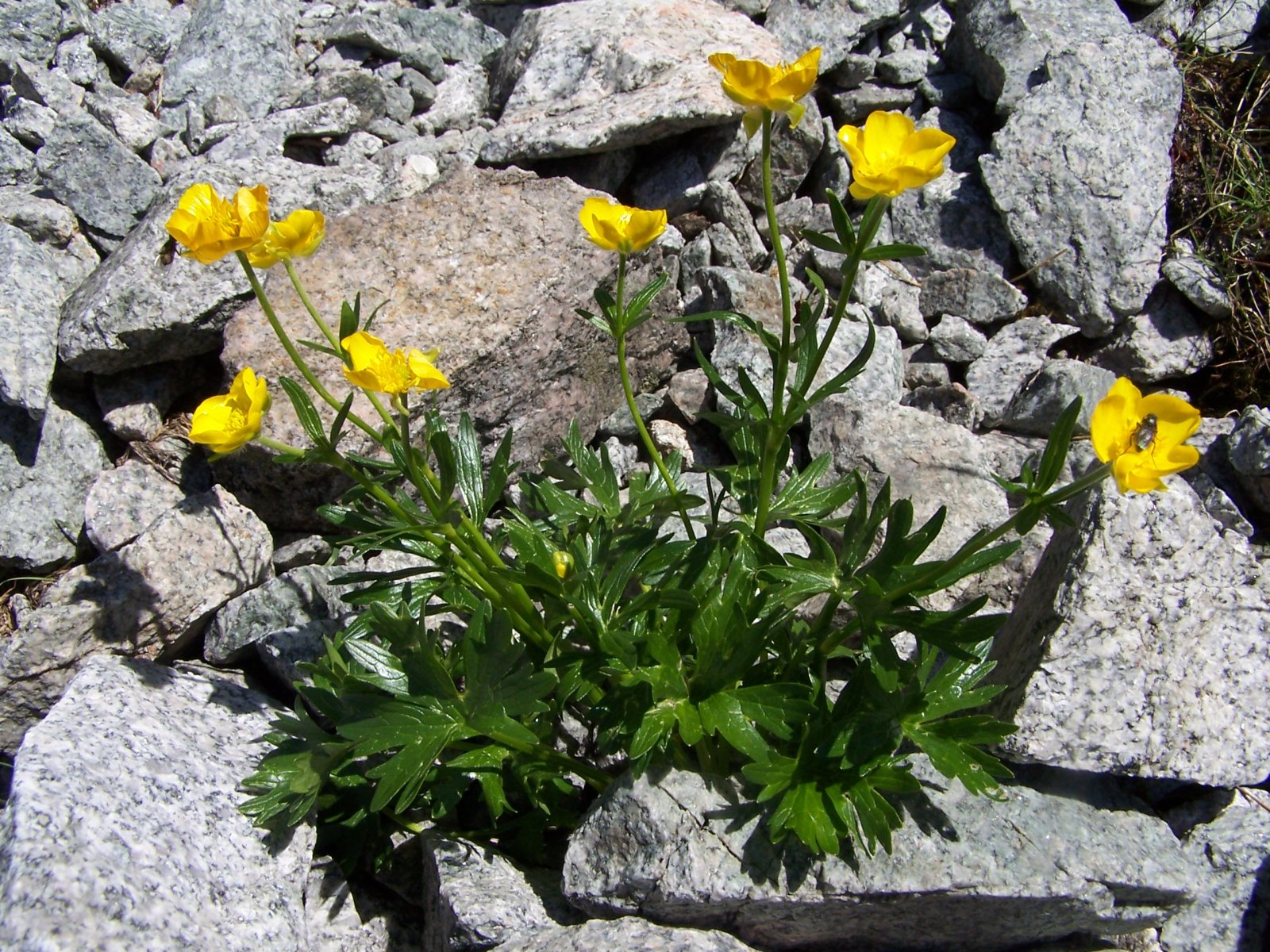
Ranunculus pseudomontanus

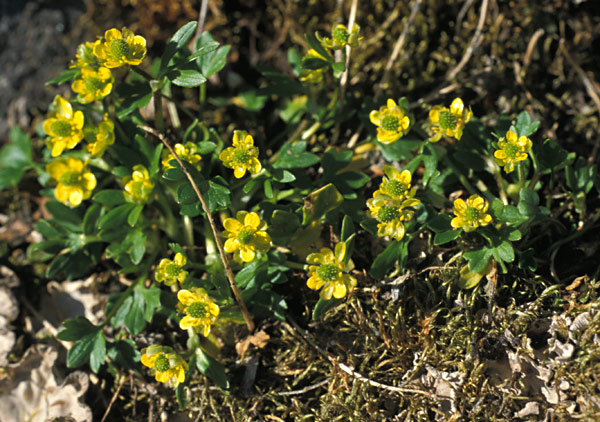
Zwerg-Hahnenfuß (Ranunculus pygmaeus)

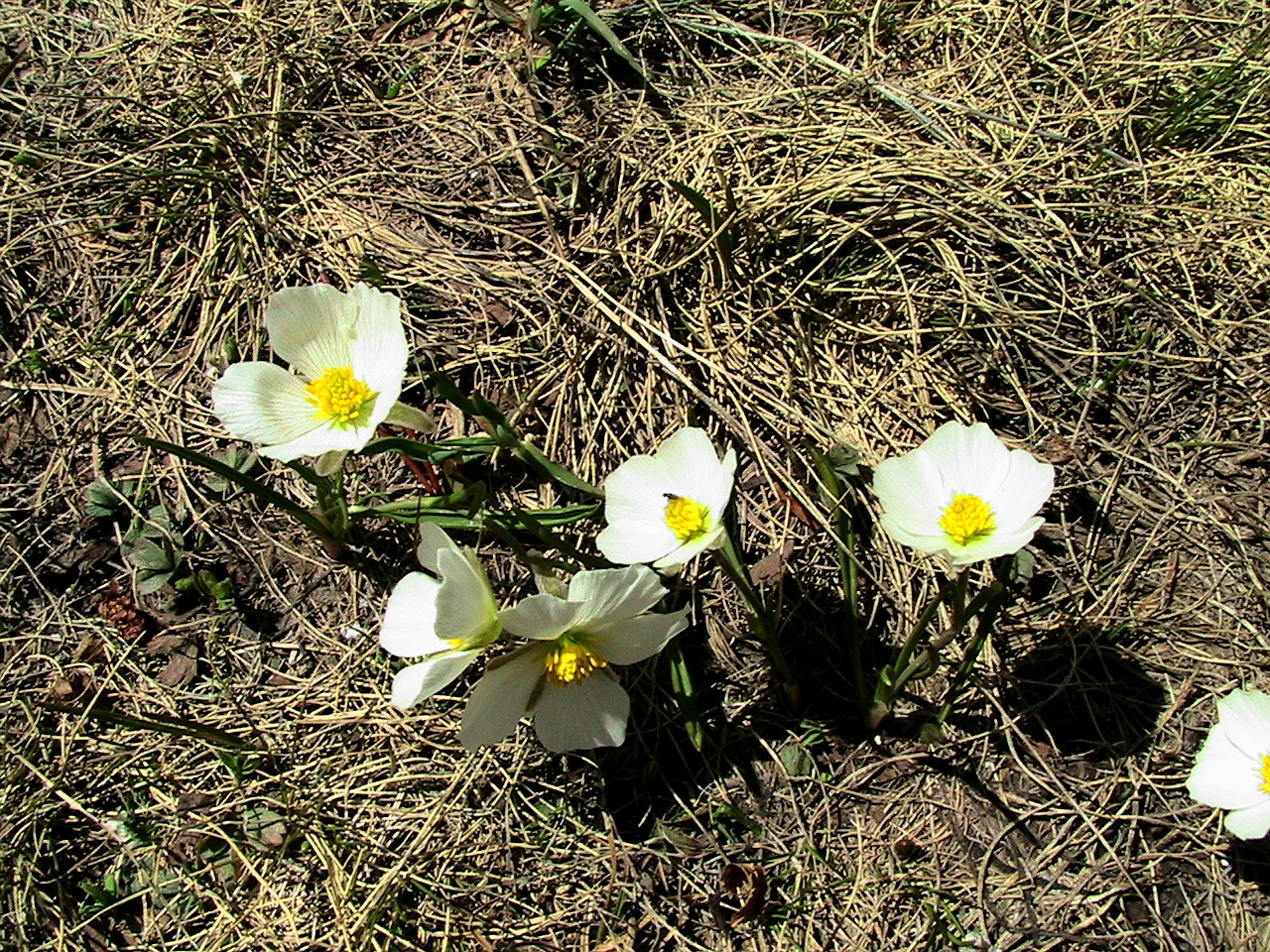
Pyrenäen-Hahnenfuß (Ranunculus pyrenaeus)

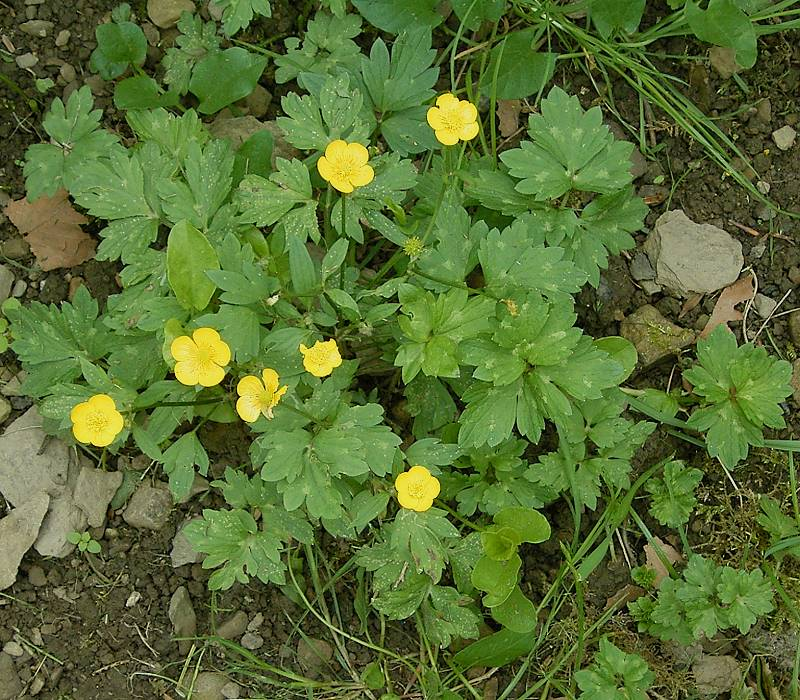
Kriechender Hahnenfuß (Ranunculus repens)

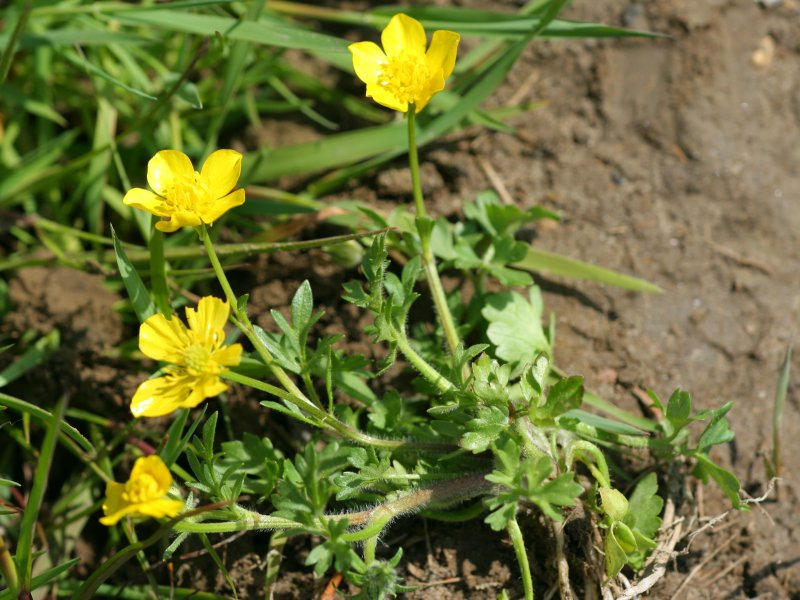
Rauer Hahnenfuß (Ranunculus sardous)

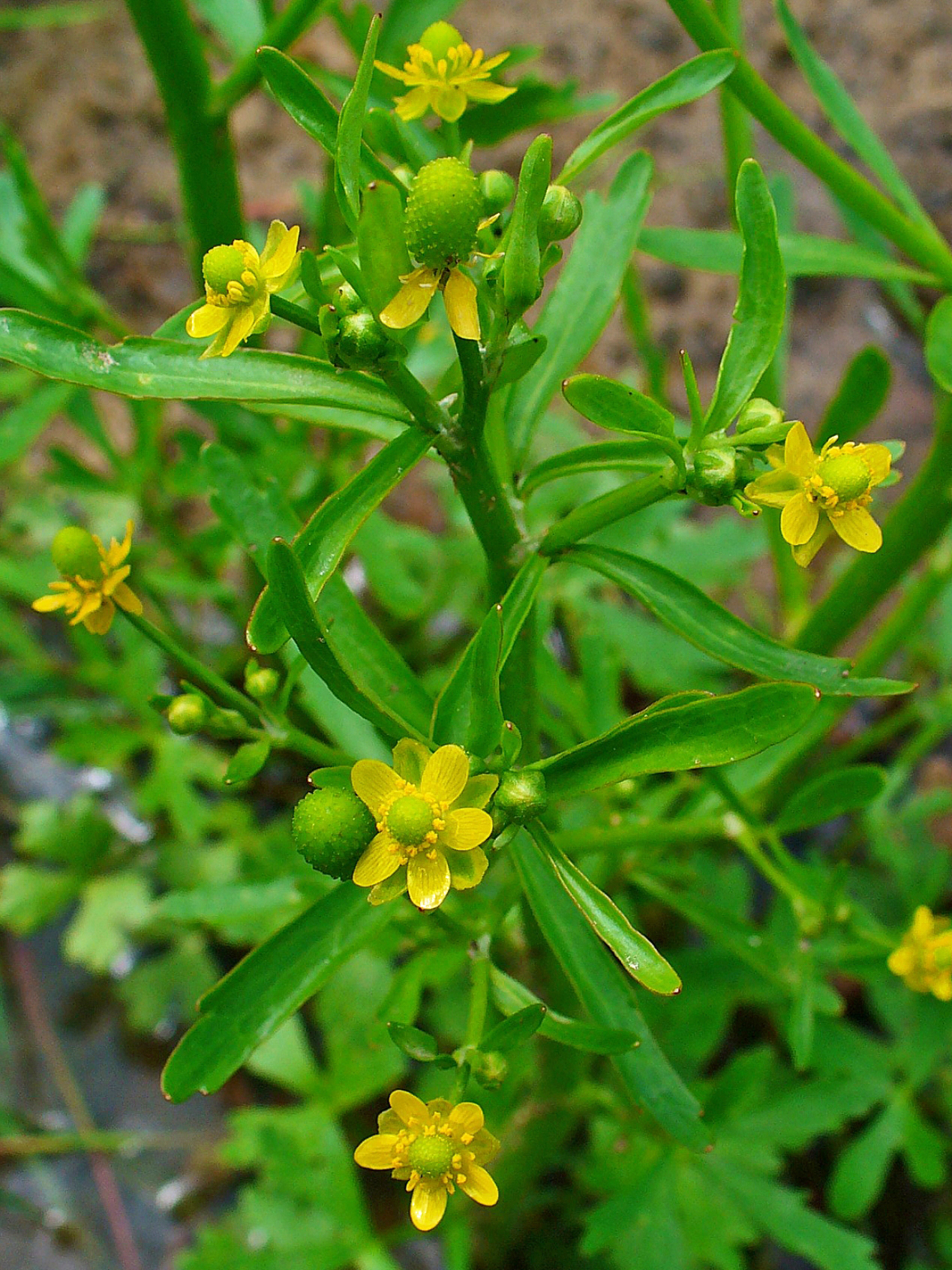
Gift-Hahnenfuß (Ranunculus sceleratus)

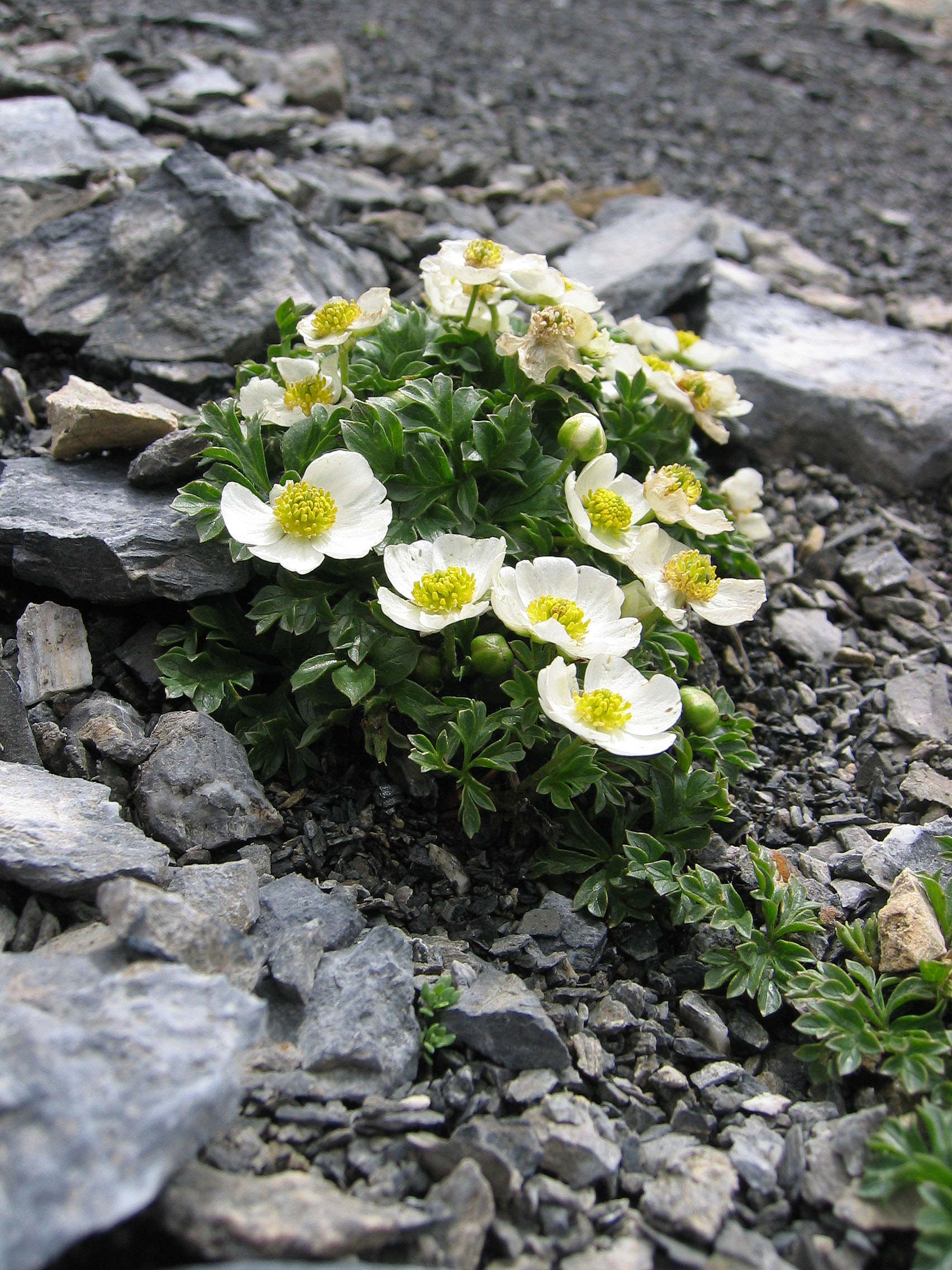
Seguier-Hahnenfuß (Ranunculus seguieri)

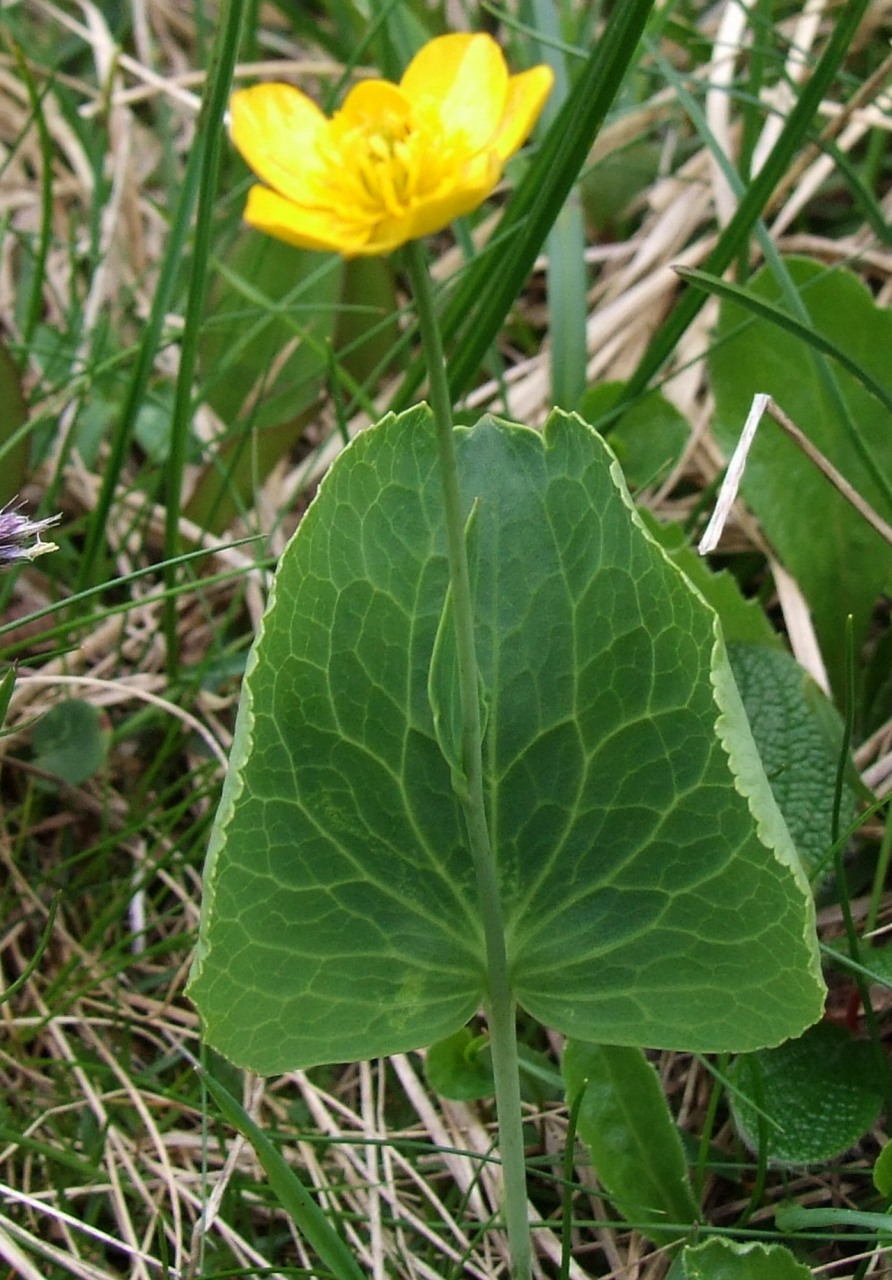
Schildblättriger Hahnenfuß (Ranunculus thora)

## Systematik und Verbreitung
Die Erstveröffentlichung des Gattungsnamens Ranunculus erfolgte 1753 durch Carl von Linné in Species Plantarum, Tomus I, Seite 548. Der botanische Gattungsname Ranunculus leitet sich vom lateinischen Wort ranunculus für „Fröschlein“ ab, entweder, da viele der Arten besonders an feuchten Standorten gedeihen – dort, wo auch Frösche leben – oder wegen ihrer kaulquappenförmigen Früchte („Fröschlein“ = „Kaulquappe“). Als Lectotypus wurde 1913 Ranunculus auricomus L. festgelegt.
Die Gattung Ranunculus gehört zur Tribus Ranunculeae in der Unterfamilie Ranunculoideae innerhalb der Familie Ranunculaceae.
Die Gliederung der Gattung Ranunculus wird kontrovers diskutiert, bei manchen Autoren werden die Untergattungen als eigenständige Gattungen geführt; dies ist auch ein Grund für die große Bandbreite bei Angabe der Artenzahlen (von 300 bis über 600). Synonyme für Ranunculus L. s. l. sind: Aphanostemma A. St.-Hil., Arcteranthis Greene, Batrachium (DC.) Gray, Casalea A. St.-Hil., Gampsoceras Steven,  Peltocalathos Tamura. Nach K. Emadzade et al. 2010 enthält die Tribus Ranunculeae eine große Gattung Ranunculus mit über 600 Arten und viele kleine, aus ihr, neu oder wieder ausgegliederte Gattungen mit insgesamt etwa 50 Arten.
Die Gattung Ranunculus ist mit über 600 Arten fast weltweit verbreitet und kommt auf allen Kontinenten außer der Antarktis vor. Ranunculus-Arten gedeihen von tropischen bis in hocharktische Gebiete. Hauptverbreitungsgebiet sind die gemäßigten Gebiete der Nordhalbkugel. In Nordamerika kommen etwa 76 Arten vor. In Mitteleuropa kann man über 60 Arten finden. In China kommen 125 Arten vor, 66 davon nur dort.
Es gibt über 600 Ranunculus-Arten (Auswahl):
- Ranunculus abchasicus Freyn: Sie kommt im Kaukasusraum vor.[1]
- Ranunculus abnormis Cutanda & Willk.: Sie kommt auf der Iberischen Halbinsel vor.[1]
- Ranunculus abortivus L. (Syn.: Ranunculus holmii Greene, Ranunculus michiganensis Farw., Ranunculus nitidus Walter, Ranunculus ruderalis Greene, Ranunculus abortivus var. acrolasius Fernald, Ranunculus abortivus var. eucyclus Fernald, Ranunculus abortivus var. indivisus Fernald, Ranunculus abortivus var. nitidus (Walter) DC., Ranunculus abortivus var. typicus Fernald): Sie ist in Nordamerika weitverbreitet.[9][11]
- Ranunculus acaulis DC.
- Ranunculus acetosellifolius Boiss.: Dieser Endemit kommt in Spanien[1] nur in der Sierra Nevada vor.
- Eisenhutblättriger Hahnenfuß oder Sturmhutblättriger Hahnenfuß (Ranunculus aconitifolius L.)[12]
- Ranunculus acriformis A.Gray, Heimat: Westliche Vereinigte Staaten.[1][9]
- Scharfer Hahnenfuß (Ranunculus acris L.)[1]
- Ranunculus adoneus A.Gray, Heimat: Westliche Vereinigte Staaten.[9]
- Ranunculus adoxifolius Hand.-Mazz.: Sie kommt in Nepal, Sikkim und südöstlichen Tibet vor.[10]
- Haken-Hahnenfuß[12] (Ranunculus aduncus Gren.): Sie kommt nur in Spanien, Frankreich und Italien vor.
- Ranunculus ailaoshanicus W.T.Wang: Sie wurde 2007 erstbeschrieben. Sie wurde nur in Höhenlagen von etwa 2400 Metern in Jingdong sowie Ailao Shan in Yunnan gefunden.[10]
- Ranunculus albertii Regel & Schmalh.: Sie kommt in Kasachstan und westliches bis zentrales Xinjiang vor.[10]
- Ranunculus alismifolius Geyer ex Benth.: Sie kommt vom westlichen Kanada über die westlichen Vereinigten Staaten bis ins nördliche Mexiko vor.[9]
- Ranunculus allegheniensis Britton: Sie kommt in den östlichen Vereinigten Staaten vor.[11]
- Ranunculus allenii B.L.Robinson: Sie kommt im nördlichen und östliche Kanada vor.[11]
- Alpen-Hahnenfuß (Ranunculus alpestris L.)[12]
- Ranunculus altaicus E.G.Laxmann: Sie kommt in Kasachstan, Kirgisistan, Sibirien, in der Mongolei und im nördlichen Xinjiang vor.[10]
- Ranunculus ambigens S.Watson: Sie kommt in den Vereinigten Staaten vor.[11]
- Weißer Hahnenfuß (Ranunculus amplexicaulis L.):[12] Sie gedeiht auf Matten in Höhenlagen von 1000 bis 2500 Metern in den Pyrenäen von Spanien und Frankreich.
- Ranunculus amurensis Kom.: Sie kommt in Russlands Fernem Osten, in der Inneren Mongolei und in Heilongjiang vor.[10]
- Ranunculus andersonii A.Gray, Heimat: Westliche Vereinigte Staaten.[9]
- Ranunculus angulatus C. Presl
- Ranunculus angustisepalus W.T.Wang: Dieser Endemit gedeiht an Grashängen in Höhenlagen von etwa 3600 Metern nur im Bomi Xian im südöstlichen Tibet.[10]
- Ranunculus apenninus (Chiov.) Pignatti
- Ranunculus apiifolius Pers.
- Gewöhnlicher Wasserhahnenfuß (Ranunculus aquatilis L.)[12]
- Ranunculus araraticus Grossh. ex Kem.-Nath.
- Ranunculus arizonicus Lemmon ex A.Gray: Sie kommt in Arizona, New Mexico und in Mexiko vor.[11]
- Acker-Hahnenfuß (Ranunculus arvensis L.)[12] Er ist von Europa bis Südwestasien verbreitet. Beispielsweise in China ist er ein Neophyt.[10]
- Asiatischer Hahnenfuß, Floristen-Ranunkel (Ranunculus asiaticus L.), Heimat: Kreta, Zypern, Syrien, Israel, Türkei, Nordirak, Westiran, Nordafrika.
- Ranunculus aureopetalus Kom.
- Gold-Hahnenfuß (Artengruppe; Ranunculus auricomus L. agg.), mit zahlreichen Kleinarten, darunter:
  - Ranunculus allemannii Braun-Blanq.
  - Kaschuben-Hahnenfuß oder Wenden-Hahnenfuß (Ranunculus cassubicus L.)[12]
  - Ranunculus fallax (Wimm. & Grab.) Sloboda
  - Ranunculus megacarpus W.Koch
  - Ranunculus monacensis Borch.-Kolb. (endemisch für München und Umgebung)[13]
- Ranunculus austro-oreganus L.D.Benson
- Ranunculus balangshanicus W.T.Wang, kommt im nordwestlichen Sichuan vor.[10]
- Ranunculus balikunensis J.G.Liou, kommt im östlichen Xinjiang vor.[10]
- Ranunculus banguoensis L.Liou: Sie gedeiht in Höhenlagen von 4900 bis 5400 Metern in Tibet und Qinghai.[10]
- Ranunculus barceloi Grau, kommt nur auf Mallorca vor.
- Ranunculus batrachioides Pomel: Die zwei Unterarten kommen in Spanien, Sardinien, Algerien und Marokko vor.
- Zweilappiger Hahnenfuß (Ranunculus bilobus Bertol.): Dieser Endemit kommt nur in den norditalienischen Alpen vor.
- Ranunculus biternatus Smith
- Ranunculus blankinshipii (B.L.Rob.) A.Heller
- Ranunculus bonariensis Poir.: Sie kommt in Südamerika und in Kalifornien vor.[11] Es gibt die Varietät:
  - Ranunculus bonariensis var. trisepalus: Sie kommt in Kalifornien vor.[11]
- Ranunculus borealis Trautv.: Sie kommt in Osteuropa, Kasachstan, Sibirien und Xinjiang vor.[10]
- Ranunculus brevifolius Ten.: Sie kommt nur in Italien, im früheren Jugoslawien, in Griechenland, Kreta und in der Türkei vor.
- Gebirgs-Hahnenfuß, Rax-Hahnenfuß, Hornschuch-Hahnenfuß (Ranunculus breyninus Crantz, Syn.: Ranunculus hornschuchii Hoppe, Ranunculus oreophilus M.Bieb.)
- Ranunculus breviscapus DC.
- Ranunculus brotherusii Freyn, kommt in China und in Kasachstan vor.[10]
- Ranunculus brutius Ten., kommt im Mittelmeerraum vor, in Europa aber nur in Süditalien, in Griechenland und in der Türkei.
- Knolliger Hahnenfuß (Ranunculus bulbosus L.)[12]
- Blasiger Hahnenfuß (Ranunculus bullatus L.), Heimat: Mittelmeerraum.
- Ranunculus bupleuroides Brot.:[12] Sie kommt in Spanien und Portugal vor.
- Ranunculus cacuminis Strid & Papan.: Dieser Endemit kommt nur in Nordgriechenland vor.
- Ranunculus californicus Benth.: Sie kommt im westlichen Oregon, in Kalifornien und in Baja California vor.[9]
- Ranunculus cangshanicus W.T.Wang, kommt im nordwestlichen Yunnan vor.[10]
- Ranunculus cantoniensis DC., kommt in China, Japan, Korea und in Indien vor.[9]
- Ranunculus canus Benth.: Sie kommt in Kalifornien vor.[11]
- Ranunculus cappadocicus Willd. (Syn.: Ranunculus ampelophyllus Somm. & Levier)
- Ranunculus caprarum Skottsb.
- Ranunculus cardiophyllus Hook.: Sie kommt im westlichen Kanada und in Washington, Wyoming, Utah, Montana, North Dakota, South Dakota, Colorado, Arizona und New Mexico vor.[11]
- Kärntner Berg-Hahnenfuß oder Kärntner Hahnenfuß (Ranunculus carinthiacus Hoppe)
- Ranunculus carpaticus Herbich, kommt nur im Gebiet der Karpaten vor.
- Ranunculus caucasicus M.Bieb., kommt auf der Krim, in Kleinasien und im Kaukasus vor.
- Ranunculus changpingensis W.T.Wang, kommt in China in Beijing vor.[10]
- Ranunculus cheirophyllus Hayata: Sie gedeiht in Höhenlagen von 2000 bis 2200 Metern in Taiwan.[10]
- Ranunculus chilensis DC.
- Ranunculus chinensis Bunge, kommt in China vor.[9]
- Ranunculus chinghoensis L.Liou: Sie kommt nur im nördlichen Xinjiang vor.[10]
- Ranunculus chius DC., kommt im mittleren und östlichen Mittelmeerraum und in Vorderasien vor.
- Ranunculus chondrodes Pomel (Syn. Ranunculus fibrosus Pomel)
- Ranunculus chuanchingensis L.Liou, kommt in Qinghai und in Sichuan vor.[10]
- Spreizender Wasserhahnenfuß (Ranunculus circinatus Sibth.)[12]
- Ranunculus clethraphilus Litard.: Dieser Endemit kommt nur auf Korsika vor.
- Ranunculus clypeatus (Ulbr.) Lourteig
- Ranunculus concinnatus Schott, kommt nur im früheren Jugoslawien und in Albanien vor.
- Konstantinopler Hahnenfuß (Ranunculus constantinopolitanus (DC.) d'Urv., Syn.: Ranunculus villosus DC. subsp. constantinopolitanus (DC.) Elenevskij), Heimat: Balkanhalbinsel (fehlt in Griechenland), Zypern, Krim, Kaukasus, Nordirak, Iran, Syrien.
- Ranunculus cooleyae Vasey & Rose: Sie kommt in Alaska, British Columbia und Washington vor.[11]
- Ranunculus cordiger Viv., kommt nur auf Korsika und Sardinien vor.
- Ranunculus cornutus DC., kommt im europäischen Teil der Türkei und in Vorderasien vor.
- Ranunculus cortusifolius Willd., kommt auf den Azoren, auf den Kanaren und auf Madeira vor.[9]
- Gekerbter Hahnenfuß (Ranunculus crenatus L.):[12] Er kommt auf der Balkanhalbinsel vor, in Österreich, Rumänien und in der Ukraine vor.
- Ranunculus creticus L., kommt nur in Griechenland, auf Kreta, in der Ägäis, in Kleinasien und Libyen vor.
- Ranunculus crimaeus Juz.: Dieser Endemit kommt nur auf der Krim vor.
- Ranunculus cuneifolius Maxim.: Sie kommt in der Inneren Mongolei und in den chinesischen Provinzen Heilongjiang sowie Liaoning vor.[10]
- Kupfer-Hahnenfuß (Ranunculus cupreus Boiss. & Heldr.), ein Endemit Kretas.
- Ranunculus cymbalaria Pursh: Sie kommt ursprünglich in Nordamerika, in Grönland,[11] in Zentral- und Ostasien vor, eingeschleppt aber auch in Norwegen und Finnland.
- Ranunculus cymbalariifolius Balb. ex Moris: Dieser Endemit kommt nur auf Sardinien vor.
- Ranunculus decurvus (Hook.f.) Melville (Syn.: Ranunculus concinnus (Hook. f.) Melville)
- Ranunculus degenii Kümmerle & Jáv.
- Ranunculus demissus DC., kommt in Spanien, auf der Balkanhalbinsel und in Vorderasien vor.
- Ranunculus densiciliatus W.T.Wang: Sie kommt im südlichen Tibet vor.[10]
- Ranunculus dichotomus Moc. & Sessé ex DC.
- Ranunculus dielsianus Ulbr.: Sie gedeiht in Höhenlagen von 2100 bis 4800 Metern in China.[10]
- Ranunculus diffusus DC., kommt in China, Afghanistan, Bhutan, im nördlichen Indien, Sikkim, Nepal, nördlichen Myanmar und im nördlichen Pakistan vor.[10]
- Ranunculus dingjieensis L.Liou: Sie gedeiht in Höhenlagen von 4500 bis 4800 Metern in Tibet.[10]
- Ranunculus dissectus M.Bieb.: Sie kommt auf der Krim und in Kleinasien vor.
- Ranunculus distans Royle, kommt in China, Afghanistan, Bhutan, Indien, Kasachstan, Kirgisistan, Nepal, Sikkim und Pakistan vor.[10]
- Ranunculus dongrergensis Hand.-Mazz.: Sie gedeiht in Höhenlagen von 3200 bis 5600 Metern vom südlichen Tibet bis China.[10]
- Ranunculus donianus Pritz.
- Ranunculus eschscholtzii Schltdl.: Sie kommt in Alaska, im westlichen und nördlichen Kanada und in den westlichen Vereinigten Staaten vor.[9][11]
- Ranunculus extensus (Hook. f.) Schube ex Engl.
- Ranunculus fascicularis Muhl. ex Bigelow: Sie kommt in Kanada und in den Vereinigten Staaten vor.[11]
- Ranunculus fasciculatus Sessé & Moc.: Sie kommt in Arizona, Texas und in Mexiko vor.[11]
- Ranunculus felixii H.Lév.: Sie gedeiht in Höhenlagen von 2500 bis 4400 Metern in Sichuan und Yunnan.[10]
- Ranunculus ficariifolius H.Lév. & Vaniot, kommt in Bhutan, Nepal, Sikkim, Thailand und in China vor.[9][10]
- Ranunculus filamentosus Wedd.
- Gelber Wasser-Hahnenfuß (Ranunculus flabellaris Raf.): Sie kommt in Kanada und in den Vereinigten Staaten vor.[9]
- Ranunculus flagelliformis Sm., kommt in Mexiko, Guatemala, Costa Rica und in Südamerika vor.[9]
- Brennender Hahnenfuß, Kleiner Sumpf-Hahnenfuß (Ranunculus flammula L.)[12]
- Flutender Wasserhahnenfuß (Ranunculus fluitans Lam.)[12]
- Ranunculus fontanus C.Presl, kommt nur im Mittelmeerraum (mittlerer und östlicher Teil) vor.
- Ranunculus formosa-montanus Ohwi, kommt nur in Taiwan vor.[10]
- Ranunculus franchetii H.Boissieu (Syn.: Ranunculus ussuriensis Kom.)
- Ranunculus fraternus Schrenk, kommt in Kasachstan und in Xinjiang vor.[10]
- Ranunculus fuegianus Speg.
- Ranunculus furcatifidus W.T.Wang: Sie gedeiht in Höhenlagen von 1500 bis 4800 Metern in China.[10]
- Ranunculus gelidus Kar. & Kir.: Sie kommt in Kasachstan, in Xinjiang und in Nordamerika vor.[10][11]
- Ranunculus geranioides Kunth ex DC.: Sie wurde aus Südamerika erstbeschrieben.
- Ranunculus gigas Lourteig
- Ranunculus glabricaulis (Hand.-Mazz.) L.Liou, kommt in Gansu und in Tibet vor.[10]
- Ranunculus glacialiformis Hand.-Mazz.: Sie kommt in Sichuan sowie Yunnan und in Kaschmir vor.[10]
- Gletscher-Hahnenfuß[12] (Ranunculus glacialis L., Syn.: Beckwithia glacialis (L.) Á.Löve & D.Löve)
- Ranunculus glareosus Hand.-Mazz.: Sie gedeiht in Höhenlagen von 3900 bis 4800 Metern in Qinghai, Sichuan und Yunnan.[10]
- Ranunculus gmelinii DC.: Sie kommt in Nordamerika, in Sibirien, in der Mongolei, im fernöstlichen und im europäischen Russland und in Japan[10] vor.[9]
- Ranunculus gouanii Willd., kommt nur in Nordspanien und in Südfrankreich vor.
- Ranunculus gracilis E.D.Clarke (Syn.: Ranunculus agerii Bertol.): Sie kommt im Mittelmeerraum, in Bulgarien und in der Türkei vor.
- Grasblättriger Hahnenfuß (Ranunculus gramineus L.)[12]
- Ranunculus granatensis Boiss., kommt nur in Spanien vor.
- Ranunculus grandiflorus L. (Syn.: Ranunculus elegans C.Koch)
- Ranunculus grandifolius C.A.Mey., kommt in Kasachstan, Sibirien und in Xinjiang vor.[10]
- Ranunculus grandis Honda: Sie kommt in Heilongjian und Jilin vor.[10]
- Ranunculus grayi Britton
- Ranunculus gregarius Brot., kommt nur in Portugal und Spanien vor.
- Ranunculus gusmannii Humb. ex Caldas
- Ranunculus haemanthus Ulbr. (Syn.: Ranunculus krapfia DC. ex Deless.)
- Ranunculus hamiensis J.G.Liu: Sie kommt nur in Xinjiang vor.[10]
- Ranunculus harveyi (A.Gray) Britton: Sie kommt in Alabama, Missouri, Arkansas, Illinois, Oklahoma, Tennessee und in Baja California vor.[11]
- Ranunculus hayekii Dörfl., kommt nur in Albanien und Bulgarien vor.
- Efeublättriger Wasserhahnenfuß (Ranunculus hederaceus L.)[12]
- Ranunculus hebecarpus Hooker & Arnott: Sie gedeiht in Höhenlagen von 50 bis 900 Metern in den westlichen US-Bundesstaaten Washington, Oregon, Idaho, Kalifornien und im nordwestlichen Mexiko in Baja California.[11]
- Ranunculus hejingensis W.T.Wang: Sie kommt nur in Xinjiang vor.[10]
- Ranunculus henriquesii Freyn, kommt nur in Portugal vor.
- Ranunculus hetianensis L.Liou, kommt nur in Xinjiang vor.[10]
- Ranunculus hirtellus Royle, kommt in Afghanistan, Pakistan, Nepal, Kaschmir, Indien und in China vor.[10]
- Ranunculus hookeri Schltdl.
- Ranunculus humillimus W.T.Wang: Sie gedeiht in Höhenlagen von etwa 5000 Metern nur im nordöstlichen Tibet.[10]
- Bastard-Hahnenfuß (Ranunculus hybridus Biria)[12]
- Ranunculus hydrocharoides A.Gray: Sie kommt von den US-Bundesstaaten Kalifornien, Arizona, New Mexico über Mexiko bis Guatemala vor.[11]
- Ranunculus hydrophilus Gaudich. ex Mirb.
- Ranunculus hyperboreus Rottb.; Sie kommt in mindestens zwei Unterarten in der Arktis vor und geht in Europa südlich bis nach Südnorwegen.
- Ranunculus hystriculus A.Gray: Dieser Endemit gedeiht in Höhenlagen von 300 bis 2300 Metern nur an den Westhängen der Sierra Nevada in Kalifornien vor.[11]
- Illyrischer Hahnenfuß (Ranunculus illyricus L.)[12]
- Ranunculus inamoenus Greene (Syn.: Ranunculus micropetalus (Greene) Rydb.): Sie kommt im westlichen Kanada und in den Vereinigten Staaten vor.[9]
- Ranunculus incomparabilis Janka, kommt nur im früheren Jugoslawien, in Bulgarien und Griechenland vor.
- Ranunculus indivisus (Maxim.) Hand.-Mazz., kommt in China vor.[10]
- Ranunculus intramongolicus Y.Z.Zhao, kommt in China in Nei Mongol vor.[10]
- Isthmus-Hahnenfuß (Ranunculus isthmicus Boiss.): Sie kommt auf Sizilien, in Griechenland, auf Inseln in der Ägäis, auf Zypern, in Kleinasien und in Nordafrika vor.
- Ranunculus japonicus Thunb. (Syn.: Ranunculus transochotensis Hara)
- Ranunculus jingyuanensis W.T.Wang, kommt nur in Gansu vor.[10]
- Ranunculus junipericola Ohwi: Sie gedeiht in Höhenlagen von 3300 bis 3600 Metern in Taiwan.[10]
- Ranunculus kamchaticus DC.: Sie kommt in Asien und in Alaska vor.[11] Sie kommt auch in Europa vor, aber nur im Ural an der Grenze zu Asien.
- Küpfers Hahnenfuß (Ranunculus kuepferi Greuter & Burdet, wird auch als Unterart subsp. plantagineus Rouy & Fouc. zu Ranunculus pyrenaeus L. gestellt), kommt in Frankreich, Italien und auf Korsika vor.
- Ranunculus kunlunshanicus J.G.Liu: Sie gedeiht in Höhenlagen von 4000 und 4300 Metern in Xinjiang.[10]
- Ranunculus kunmingensis W.T.Wang, kommt in Guizhou, Sichuan und Yunnan vor.[10]
- Ranunculus lambayequensis T.Duncan & Sagást.
- Ranunculus lancipetalus Griseb.
- Wolliger Hahnenfuß (Ranunculus lanuginosus L.)
- Seitenblütiger Hahnenfuß (Ranunculus lateriflorus DC.), kommt im südlichen Europa und in Nordafrika vor.
- Ranunculus laxicaulis Darby: Sie kommt in den Vereinigten Staaten vor.[11]
- Ranunculus limoselloides Turcz.
- Ranunculus limprichtii Ulbr.: Sie gedeiht in Höhenlagen von 2600 bis 5100 Metern nur im westlichen Sichuan.[10]
- Zungen-Hahnenfuß (Ranunculus lingua L.)[12]
- Ranunculus lobatus Jacquem. ex Cambess., kommt im nördlichen Pakistan, im nördlichen Indien und in Tibet vor.[10]
- Ranunculus lobbii A.Gray: Sie kommt in British Columbia, Oregon und in Kalifornien vor.[9][11]
- Ranunculus longipes Lange ex Cutanda, kommt nur in Spanien und Portugal vor.
- Ranunculus lourteigiae H.Eichler
- Ranunculus luoergaiensis L.Liou: Sie kommt nur im nordwestlichen Sichuan vor.[10]
- Ranunculus luxurians Lourteig
- Ranunculus lyallii (A.Gray) Rydb.
- Ranunculus maclovianus D'Urville
- Ranunculus macounii Britton: Sie ist in Alaska, Kanada und in den Vereinigten Staaten verbreitet.[9]
- Ranunculus macranthus Scheele: Sie kommt in Texas[11] und Mexiko vor.
- Ranunculus macropetalus DC.: Sie wurde aus Südamerika erstbeschrieben.
- Ranunculus macrophyllus Desf., kommt im Mittelmeerraum (von Korsika und Sardinien westwärts) und in Nordafrika vor.
- Ranunculus magellensis Ten., kommt nur in Mittelitalien vor.
- Ranunculus mainlingensis W.T.Wang: Sie gedeiht in Höhenlagen von 2700 bis 4300 Metern in Tibet.[10]
- Ranunculus malessanus Degen & Hervier: Dieser Endemit kommt nur in Südspanien vor.
- Ranunculus marginatus d'Urv.: kommt in Südosteuropa, hauptsächlich auf der Balkanhalbinsel, dazu auf der Krim, in Vorderasien und in Ägypten vor. In Texas, Alabama und Louisiana ist sie ein Neophyt.[11]
- Ranunculus marschlinsii Steud.: Dieser Endemit kommt nur auf Korsika vor.
- Ranunculus matsudae Hayata ex Masam.: Sie gedeiht in Höhenlagen von 3300 bis 3900 Metern nur in Taiwan.[10]
- Ranunculus melanogynus W.T.Wang: Sie gedeiht in Höhenlagen von etwa 5500 Metern nur im südlichen Tibet.[10]
- Ranunculus membranaceus Royle, kommt in Pakistan, Nepal und in China vor.[10]
- Ranunculus menyuanensis W.T.Wang: Sie kommt nur im nordöstlichen Qinghai vor.[10]
- Ranunculus mexiae (L.D.Benson) T.Duncan
- Ranunculus micranthus Nutt.: Sie kommt in den Vereinigten Staaten vor.[11]
- Ranunculus micronivalis Hand.-Mazz.: Sie gedeiht in Höhenlagen von 3700 bis 4800 Metern in Sichuan und in Yunnan.[10]
- Ranunculus miliarakesii Halácsy, kommt nur in Griechenland vor.
- Tausendblättriger Hahnenfuß (Ranunculus millefoliatus Vahl), Heimat: Mittelmeerraum, Balkanhalbinsel (nördlich bis Ungarn), Türkei, Nordafrika.
- Ranunculus millii Boiss. & Heldr., kommt nur in Südgriechenland vor.
- Ranunculus minor (L.Liou) W.T.Wang: Sie gedeiht in Höhenlagen von etwa 5400 Metern nur im südlichen Tibet.[10]
- Ranunculus minutiflorus Bert. ex Phil.
- Ranunculus mogoltavicus Ovcz.
- Ranunculus monophyllus Ovcz., kommt in China, Russland, Kasachstan und in der Mongolei vor.[10]
- Montpellier-Hahnenfuß (Ranunculus monspeliacus L.):[12] Er kommt nur im europäischen Mittelmeerraum vor, nördlich bis Zentralfrankreich.
- Berg-Hahnenfuß (Ranunculus montanus Willd.):[12] Er kommt nur in Europa vor und hier im Umkreis der Alpen vom Schwarzwald bis nach Norditalien.
- Ranunculus morii (Yamam.) Ohwi, kommt nur in Taiwan vor.[9]
- Mosbach-Gold-Hahnenfuß (Ranunculus mosbachensis Haas)
- Ranunculus multifidus Forssk., kommt in Afrika, in Madagaskar und auf der Arabischen Halbinsel vor.[9]
- Ranunculus munroanus J.R.Drumm. ex Dunn: Sie kommt in Pakistan, Kaschmir, Nepal und in Tibet vor.[10]
- Stachelfrüchtiger Hahnenfuß (Ranunculus muricatus L.):[12] Er kommt in Südeuropa, in Makaronesien, in Nordafrika und in Asien vor.[9]
- Ranunculus muscigenus W.T.Wang: Sie gedeiht in Höhenlagen von 3200 bis 3600 Metern nur im südöstlichen Tibet.[10]
- Ranunculus nankotaizanus Ohwi, kommt nur in Taiwan vor.[10]
- Ranunculus natans C.A.Mey., kommt in Kasachstan, Sibirien, China und in der Mongolei vor.[10]
- Ranunculus neapolitanus Ten.: Sie kommt in Italien, Sizilien, Sardinien, Slowenien, Kroatien, Serbien, Bosnien-Herzegowina, Montenegro, Albanien, Griechenland, Kreta, auf Inseln der Ägäis, in der Türkei, in Syrien, Libanon, Zypern, Bulgarien und in der Ukraine vor.[1]
- Ranunculus nematolobus Hand.-Mazz., kommt nur im nordwestlichen Yunnan vor.[10]
- Ranunculus nephelogenes Edgew., kommt in Kasachstan, Pakistan, Nepal, Sibirien, in der Mongolei und in China vor.[10]
- Ranunculus nigrescens Freyn, kommt in Spanien und Portugal vor.
- Ranunculus nivalis L.; Sie kommt in Europa und Asien im äußersten Norden (auch auf Spitzbergen) vor, außerdem in Alaska, Grönland und Kanada.[11]
- Ranunculus nodiflorus L., kommt nur in Portugal, Spanien, Frankreich und Korsika vor.
- Ranunculus nubigenus Kunth ex DC.
- Ranunculus nyalamensis W.T.Wang: Sie gedeiht in Höhenlagen von 4200 bis 4500 Metern nur im südlichen Tibet.[10]
- Ranunculus occidentalis Nutt. (Syn.: Ranunculus ultramontanus (Greene) A.Heller): Sie ist in Alaska, Kanada und in den westlichen Vereinigten Staaten verbreitet.[9]
- Ranunculus odessanus Klokov f., kommt in der Ukraine vor.
- Ranunculus olgae Regel
- Ranunculus ollissiponensis Pers., kommt in zwei Unterarten nur in Portugal und Spanien vor.
- Reinweißer Wasser-Hahnenfuß (Ranunculus ololeucos J.Lloyd)[12]
- Lenormands Wasser-Hahnenfuß (Ranunculus omiophyllus Ten., Syn.: Ranunculus lenormandii F.W.Schultz), kommt in Europa nur im Westen und Süden vor.
- Ranunculus ophioglossifolius Vill., kommt besonders im Mittelmeerraum vor, auch in Westasien, geht nordwärts aber bis zur Ukraine, England, Ungarn und sogar Gotland.[9]
- Ranunculus oreionannos C.Marquand & Airy Shaw: Sie kommt in Nepal und im südöstlichen Tibet vor.[10]
- Ranunculus ovczinnikovii Kovalevsk.
- Ranunculus oxyspermus Willd., kommt im früheren Jugoslawien, in Bulgarien, im südlichen Osteuropa, auch auf der Krim und in Vorderasien vor.
- Ranunculus pacificus (Hultén) L.D.Benson: Dieser Endemit kommt im südöstlichen Alaska vor.[11]
- Ranunculus paishanensis Kitag., kommt nur im südlichen Jilin vor.[10]
- Ranunculus paludosus Poir.: Sie kommt im Mittelmeerraum, in Vorderasien und in Nordafrika vor, ihr Gebiet reicht nordwärts aber auch bis in die Normandie.
- Herzblättriger Hahnenfuß (Ranunculus parnassiifolius L.)[12]
- Ranunculus parviflorus L., kommt im Mittelmeerraum, in West- und Südeuropa, in Makaronesien und in Nordafrika vor.[9]
- Ranunculus pectinatilobus W.T.Wang: Dieser Endemit kommt nur in der südwestlichen Inneren Mongolei vor.[10]
- Ranunculus pedatifidus Sm.: Sie kommt in Asien in Kasachstan, China, Sibirien und in der Mongolei vor[10] und außerdem in Nordamerika.[11]
- Ranunculus pedatus Waldst. & Kit., kommt auf der Balkanhalbinsel, in Ungarn, der Slowakei und in Rumänien sowie in der Ukraine und in Kleinasien vor.
- Ranunculus pedicellatus Hand.-Mazz.
- Ranunculus peduncularis Sm.
- Ranunculus pegaeus Hand.-Mazz.: Sie kommt in Nepal, Sikkim und in China vor.[10]
- Schild-Wasserhahnenfuß[12] (Ranunculus peltatus Schrank), mit den Unterarten (Auswahl):
  - Brackwasserhahnenfuß (Ranunculus peltatus subsp. baudotii (Godr.) Meikle ex C.D.K.Cook., Syn.: Ranunculus baudotii Godr.)
  - Ranunculus peltatus subsp. fucoides (Freyn) Muñoz Garm. (Syn.: Ranunculus fucoides Freyn, Ranunculus saniculifolius Viv., Ranunculus aquatilis subsp. saniculifolius (Viv.) O.Bolòs & Vigo)
  - Echter Schild-Wasserhahnenfuß (Ranunculus peltatus Schrank subsp. peltatus).
- Pinselblättriger Wasserhahnenfuß (Ranunculus penicillatus (Dum.) Bab.)
- Ranunculus peruvianus Pers.
- Ranunculus petrogeiton Ulbr.: Sie gedeiht in Höhenlagen von 3000 bis 4800 Metern in China.[10]
- Ranunculus pianmaensis W.T.Wang: Sie kommt in Yunnan vor.[10]
- Ranunculus pilosus Kunth ex DC.
- Platanen-Hahnenfuß, Platanenblättriger Hahnenfuß (Ranunculus platanifolius L.)[12]
- Ranunculus platensis A.Spreng.
- Ranunculus platypetalus (Hand.-Mazz.) Hand.-Mazz.: Sie gedeiht in Höhenlagen von 3800 bis 4100 Metern nur im nordwestlichen Yunnan.[10]
- Ranunculus platyspermus Fisch. ex DC. Sie kommt in Kasachstan, im westlichen Sibirien und in Xinjiang vor.[10]
- Ranunculus podocarpus W.T.Wang, kommt in China vor.[10]
- Ranunculus polii Franch. ex Hemsl., kommt nur in Shanghai vor.[10]
- Ranunculus pollinensis (N.Terracc.) Chiov., kommt nur in Italien vor.
- Hain-Hahnenfuß[12] (Ranunculus polyanthemos L.): Es gibt mehrere Unterarten:
  - Vielblütiger Hain-Hahnenfuß (Ranunculus polyanthemos L. subsp. polyanthemos), in Europa mit Schwerpunkt der Verbreitung in Osteuropa.[14]
  - Verschiedenschnabeliger Hain-Hahnenfuß (Ranunculus polyanthemos subsp. polyanthemoides (Bor.) Ahlfv.): Er kommt in Frankreich, in Italien, in Mitteleuropa und im südlichen Nordeuropa sowie in Südosteuropa vor.[15]
  - Ranunculus polyanthemos subsp. thomasii (Ten.) Tutin (Syn.: Ranunculus thomasii Ten.): Sie kommt nur im südlichen Italien, besonders in Kalabrien vor.
- Ranunculus polyphyllus Waldst. & Kit. ex Willd., kommt im südöstlichen und östlichen Europa und in Kleinasien vor.
- Ranunculus polyrhizos Stephan ex Willd., kommt in der Ukraine, in Südrussland und in Kleinasien vor, auch in Sibirien, Kasachstan und in Xinjiang.[10]
- Ranunculus polystachyus Lourteig
- Ranunculus popovii Ovcz., kommt im nördlichen Indien, in Nepal und in China vor.[10]
- Ranunculus potaninii Kom.: Sie kommt in Nepal und in China vor.[10]
- Ranunculus praemorsus Kunth ex DC. (Syn.: Ranunculus amellus Briq.)
- Ranunculus pratensis C.Presl: Sie kommt nur auf Sizilien und Sardinien vor.
- Ranunculus pseudolobatus L.Liou: Sie gedeiht in Höhenlagen von etwa 4800 Metern nur im nordwestlichen Sichuan.[10]
- Ranunculus pseudomillefoliatus Grau: Sie kommt in Spanien vor.
- Ranunculus pseudomontanus Schur, kommt im früheren Jugoslawien, in Bulgarien, Rumänien, in der Slowakei und in der Ukraine vor.
- Ranunculus pseudopygmaeus Hand.-Mazz.: Sie kommt in Nepal und in China vor.[10]
- Ranunculus pseudotrullifolius Skottsb.
- Balkanischer Hahnenfuß (Ranunculus psilostachys Griseb.), Heimat: Balkanhalbinsel, in Gebüschen und Grasfluren in Höhenlagen zwischen 600 und 2200 Metern.
- Ranunculus psychrophilus Wedd.
- Ranunculus pulchellus C.A.Mey., sie kommt in China, in Kasachstan, in Sibirien und in der Mongolei vor.[10]
- Zwerg-Hahnenfuß (Ranunculus pygmaeus Wahlenb.):[12] Er kommt in Europa in den Ostalpen, in der Slowakei und in Nordeuropa (auch auf Spitzbergen) vor und außerdem in Grönland und Nordamerika.[11]
- Pyrenäen-Hahnenfuß (Ranunculus pyrenaeus L., Syn.: Ranunculus alismoides Bory, Ranunculus angustifolius DC.), kommt nur in den Pyrenäen von Spanien und Frankreich vor.
- Ranunculus raddeanus Regel (Ranunculus sommieri Albov)
- Ranunculus radicans C.A.Mey.: Sie kommt in Sibirien, China und in der Mongolei vor.[10]
- Ranunculus radinotrichus Greuter & Strid: Dieser Endemit kommt nur auf Kreta vor.
- Ranunculus ranunculinus (Nutt.) Rydb.: Sie gedeiht in Höhenlagen von 1700 bis 2600 Metern in den US-Bundesstaaten Colorado, New Mexico, Utah sowie Wyoming.[11]
- Ranunculus regelianus Ovcz.: Sie kommt in Kasachstan und in Xinjiang vor.[10]
- Kriechender Hahnenfuß (Ranunculus repens L., Syn.: Ranunculus clintonii Beck, Ranunculus hispidus Michx., Ranunculus intermedius Eaton, Ranunculus lagascanus DC., Ranunculus lucidus Poir., Ranunculus oenanthifolius Ten. & Guss.)
- Ufer-Hahnenfuß[12] (Ranunculus reptans L., Syn.: Ranunculus filiformis Michx., Ranunculus flagellifolius Nakai), kommt in Europa besonders im hohen Norden vor, geht südwärts aber bis Mittelitalien und Bulgarien.
- Ranunculus revelierei Boreau, kommt in zwei Unterarten nur in Frankreich (Departement Var), auf Korsika und Sardinien vor.
- Ranunculus rhomboideus Goldie: Sie kommt in Kanada und in den nördlichen Vereinigten Staaten vor.[9][11]
- Ranunculus rigescens Turcz. ex Ovcz., kommt in China, in der Mongolei und in Sibirien vor.[10]
- Rions Wasserhahnenfuß (Ranunculus rionii Lagger)[12]
- Ranunculus rubrocalyx Regel ex Kom., kommt in Afghanistan, Pakistan, Kasachstan und in Xinjiang vor.[10]
- Ranunculus rufosepalus Franch., kommt in Afghanistan, Pakistan, Kasachstan, Tadschikistan und in Xinjiang vor.[10]
- Ranunculus rumelicus Griseb., kommt nur im früheren Jugoslawien, in Bulgarien, Griechenland auf Inseln in der Ägäis, auf Zypern und in der Türkei vor.
- Ranunculus ruscinonensis Landolt: Sie kommt in Spanien und Frankreich vor.
- Ranunculus sabinei R.Br.: Sie kommt in Alaska, Grönland und im nördlichen Kanada vor.[11]
- Rauer Hahnenfuß oder Sardischer Hahnenfuß (Ranunculus sardous Crantz)
- Ranunculus sartorianus Boiss. & Heldr.: Sie kommt in Kroatien, Serbien, Nordmazedonien, in Albanien, Griechenland, Bulgarien, in der Ukraine, in der Türkei und im Kaukasusraum vor.[1]
- Gift-Hahnenfuß (Ranunculus sceleratus L.)[12]
- Seguier-Hahnenfuß (Ranunculus seguieri Vill.)[12]
- Ranunculus serbicus Vis., kommt nur in Europa und zwar in Süditalien und auf der Balkanhalbinsel vor.
- Ranunculus sericocephalus Hook. f.
- Ranunculus serpens Schrank (wird mit allen drei Unterarten aber auch zu Ranunculus polyanthemos gestellt):[16]
  - Wald-Hahnenfuß, Gewöhnlicher Hain-Hahnenfuß oder Busch-Hahnenfuß (Ranunculus serpens subsp. nemorosus (DC.) G.López, Syn.: Ranunculus nemorosus DC.)
  - Schlitzblättriger Hain-Hahnenfuß, Schlitzblättriger Wald-Hahnenfuß (Ranunculus serpens subsp. polyanthemophyllus (W.Koch & H.E.Hess) Kerguélen, Syn.: Ranunculus polyanthemophyllus W.Koch & H.E.Hess; wird aber auch als Unterart subsp. polyanthemophyllus (W.Koch & H.Hess) Baltisberger zu Ranunculus polyanthemos L. gestellt); kommt nur in Europa und zwar in Frankreich, der Schweiz, Deutschland, Österreich, Italien und im früheren Jugoslawien vor.
  - Wurzelnder Wald-Hahnenfuß (Ranunculus serpens Schrank subsp. serpens), kommt nur in Europa und zwar in Frankreich, der Schweiz, Deutschland, Österreich und in Norditalien vor.
- Ranunculus sewerzowii Regel
- Ranunculus shaftoanus (Aitch. & Hemsl.) Boiss.
- Ranunculus sieboldii Miq.: Sie kommt in China, Taiwan und Japan vor.[10]
- Ranunculus sierrae-orientalis (L.D.Benson) G.L.Nesom
- Ranunculus silerifolius H.Lév., kommt in Indien, Bhutan, China, Taiwan, Korea, Japan und in Indonesien vor.[10]
- Ranunculus silvisteppaceus Dubovik, kommt in der Ukraine und im südlichen Russland vor.
- Ranunculus similis Hemsl.: Sie gedeiht in Höhenlagen von 4900 bis 5700 Metern in Tibet und Xinjiang.[10]
- Ranunculus sinovaginatus W.T.Wang: Sie kommt in China vor.[10]
- Ranunculus smirnovii Ovcz.: Sie kommt im östlichen Sibirien und in der Inneren Mongolei vor.[10]
- Ranunculus songoricus Schrenk: Sie kommt in Kasachstan und in Xinjiang vor.[10]
- Ranunculus spaniophyllus Lourteig
- Ranunculus sphaerospermus Boiss. & Blanche: Sie kommt in Bulgarien, Griechenland, auf Inseln in der Ägäis, in Vorderasien und in Nordafrika vor.
- Ranunculus spicatus Desf.: Die drei Unterarten kommen in Spanien, Italien mit Sizilien, Tunesien, Algerien und Marokko vor.
- Ranunculus sprunerianus Boiss.: Sie kommt nur auf der Balkanhalbinsel, auf Inseln in der Ägäis, der Türkei und in Libyen vor.
- Ranunculus stenorhynchus Franch.: Sie kommt im westlichen Sichuan vor.[10]
- Ranunculus stojanovii Delip.: Sie kommt nur in Bulgarien vor.
- Ranunculus strigillosus Boiss. & Huet: Sie kommt in der Türkei vor.
- Ranunculus strigulosus Schur: Sie kommt in Europa vom früheren Jugoslawien bis zur Slowakei, Rumänien und Bulgarien vor.
- Ranunculus subcorymbosus Kom.
- Ranunculus subhomophyllus (Halácsy) Vierh.: Sie kommt nur in Griechenland, auf Kreta, auf Samos und auf Inseln der Ägäis vor.
- Ranunculus submarginatus Ovcz.: Sie kommt im westlichen Sibirien und in Xinjiang vor.[10]
- Ranunculus sulphureus Sol.: Sie kommt in der Arktis vor, in Europa auch im Ural.[11]
- Ranunculus svaneticus Rupr.
- Ranunculus szowitzianus Boiss.
- Ranunculus tachiroei Franch. & Sav.: Sie kommt in Korea, Japan und in China vor.[10]
- Ranunculus taisanensis Hayata: Sie kommt in Taiwan vor.[10]
- Ranunculus taiwanensis Hayata
- Ranunculus tanguticus (Finet & Gagnep.) K.S.Hao: Sie kommt in Nepal und in China vor.[10]
- Ranunculus tengchongensis W.T.Wang: Sie wurde 2008 aus Yunnan erstbeschrieben.[10]
- Ranunculus ternatus Thunb.: Sie kommt in China und in Japan vor.[10]
- Ranunculus tetrandrus W.T.Wang: Sie gedeiht in Höhenlagen von etwa 4500 Metern nur im südöstlichen Tibet.[10]
- Ranunculus thasius Halácsy: Sie kommt in Griechenland und auf Inseln in der Ägäis vor.
- Schildblättriger Hahnenfuß (Ranunculus thora L.)
- Ranunculus thracicus Aznav.: Sie kommt in Griechenland und in der Türkei vor.
- Ranunculus transiliensis Popov ex Ovcz.: Sie kommt in Kasachstan und in Xinjiang vor.[10]
- Ranunculus traunfellneri Hoppe (wird auch als Unterart subsp. traunfellneri (Hoppe) P.Fourn. zu Ranunculus alpestris gestellt), kommt nur in den Ostalpen (Österreich, früheres Jugoslawien) vor.
- Ranunculus trautvetterianus C.Regel ex Ovcz.: Sie kommt in Kasachstan und in Xinjiang vor.[10]
- Ranunculus triangularis W.T.Wang: Sie kommt nur im südwestlichen Sichuan vor.[10]
- Ranunculus trichocarpus Boiss. & Kotschy: Sie kommt in Kleinasien vor.
- Haarblättriger Wasserhahnenfuß (Ranunculus trichophyllus Chaix ex Vill.)[12]
- Ranunculus trigonus Hand.-Mazz. (Syn.: Ranunculus shuichengensis L.Liao): Sie kommt in China vor.[10]
- Ranunculus trilobus Desf., kommt im Mittelmeerraum und auf den Azoren vor.
- Dreiteiliger Wasserhahnenfuß (Ranunculus tripartitus DC.)[12]
- Ranunculus triternatus A.Gray: Sie kommt in den westlichen Vereinigten Staaten vor.[9]
- Ranunculus trullifolius Hook. f.
- Ranunculus turneri Greene (Syn.: Ranunculus jacuticus Ocz.): Sie kommt in Asien, Alaska und im nördlichen Kanada vor.[11]
- Ranunculus uncinatus D.Don: Sie kommt in Alaska, im westlichen Kanada, in den westlichen Vereinigten Staaten und in New Mexico vor.[9]
- Ranunculus uniflorus Phil. ex Reiche
- Ranunculus velutinus Ten.: Sie kommt nur im Mittelmeerraum in Süd- und Südosteuropa sowie in der Türkei vor.
- Ranunculus venetus Huter ex Landolt: Sie kommt nur in Italien vor.
- Grenier-Hahnenfuß[12] (Ranunculus villarsii DC., Syn.: Ranunculus grenierianus Jordan),[17] kommt nur in den Alpen von Frankreich, Italien, Deutschland, der Schweiz und Österreich hauptsächlich auf kalkarmem Boden vor.
- Ranunculus wangianus Q.E.Yang: Sie wurde 2000 aus Yunnan erstbeschrieben.[10]
- Ranunculus weberbaueri (Ulbr.) Lourteig
- Ranunculus weddellii Lourteig
- Ranunculus wettsteinii Dörfl.: Sie kommt nur im früheren Jugoslawien und in Albanien vor.
- Ranunculus weyleri Marès: Dieser Endemit kommt nur auf Mallorca vor.
- Ranunculus xinningensis W.T.Wang: Sie kommt im südlichen Hunan vor.[10]
- Ranunculus yanshanensis W.T.Wang: Sie kommt nur im südöstlichen Yunnan vor.[10]
- Ranunculus yaoanus W.T.Wang: Sie kommt im südöstlichen Tibet vor.[10]
- Ranunculus yechengensis W.T.Wang: Sie gedeiht in Höhenlagen von etwa 4700 Metern nur im südwestlichen Xinjiang.[10]
- Ranunculus yinshanicus (Y.Z.Zhao) Y.Z.Zhao: Sie kommt nur in der südlichen Inneren Mongolei vor.[10]
- Ranunculus yunnanensis Franch.: Sie gedeiht in Höhenlagen von 2800 bis 4800 Metern im nördlichen Yunnan und südwestlichen Sichuan vor.[10]
- Ranunculus zhungdianensis W.T.Wang: Sie gedeiht in Höhenlagen von etwa 3600 Metern nur im südwestlichen Yunnan.[10]

Je nach Autor nicht zur Gattung gehört beispielsweise:
- Ficaria ficarioides (Bory & Chaub.) Halácsy (Syn.: Ranunculus ficarioides Bory & Chaub.)
- Scharbockskraut (Ficaria verna Huds.) (Syn.: Ranunculus ficaria L.)

## Bekämpfung
In der Landwirtschaft gelten wenige Hahnenfuß-Arten z. T. als „Unkraut“. Hahnenfuß wird im Frühjahr beispielsweise mit dem Herbizid Glyphosat oder im Spätsommer mit Glufosinat oder MCPA bekämpft.